# Civilisation maya
Pour les articles homonymes, voir Maya et Mayas.

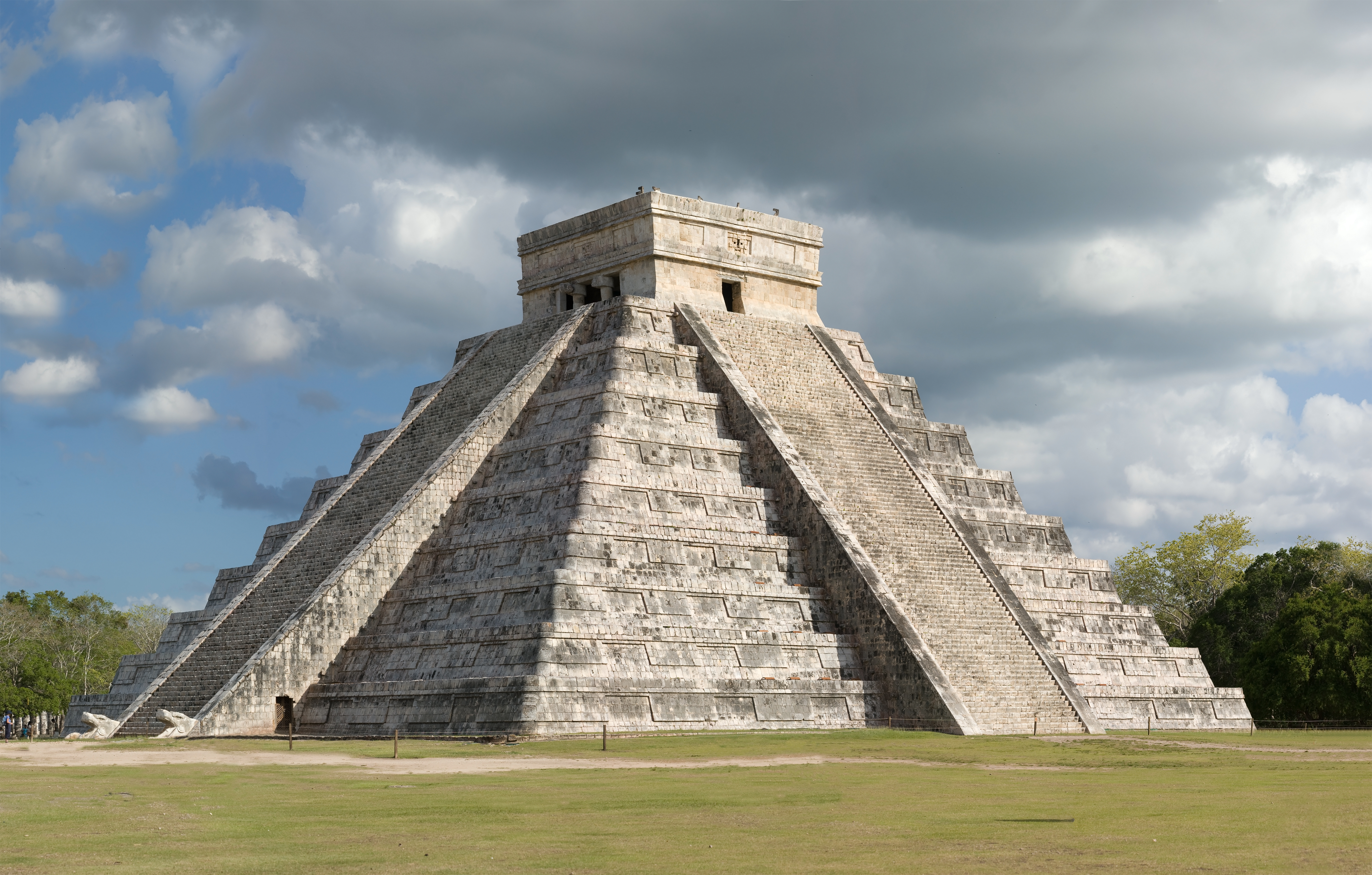
Pyramide à degrés de la cité postclassique maya de Chichén Itzá.

La civilisation maya est une ancienne civilisation de Mésoamérique principalement connue pour ses avancées dans les domaines de l'écriture, de l'art, de l'architecture, de l'agriculture, des mathématiques et de l'astronomie. C'est une des civilisations précolombiennes les plus étudiées avec celles des Aztèques et des Incas.
Elle occupait à l'époque précolombienne un territoire centré sur la péninsule du Yucatán, correspondant actuellement à une partie du sud du Mexique, au Belize, au Guatemala, au Honduras et au Salvador.
C'est une des plus anciennes civilisations d'Amérique : ses origines remontent à la préhistoire. La sédentarisation de populations est attestée, dans l'aire maya, à l'époque archaïque, entre le VIIe et le IIIe millénaire av. J.-C., les villages les plus anciens ayant été retrouvés sur les côtes de la mer des Caraïbes et de l'océan Pacifique. Les premiers indices de stratification sociale remontent à l'époque préclassique ancienne, au IIe millénaire av. J.-C., et se multiplient à l'époque préclassique moyenne, entre 1000 et 400 av. J.-C., avant l'émergence progressive d'États au préclassique récent. D'importantes cités-États mayas des Basses-Terres du sud, telles que Copán, Tikal ou Palenque, connurent leur niveau de développement le plus élevé à la période classique, entre le VIe et le IXe siècle de notre ère, avant d’être rapidement abandonnées entre la fin du VIIIe et du IXe siècle.
D'autres cités subsistèrent ou se développèrent alors dans les Basses-Terres du nord ainsi que dans les Hautes-Terres du sud, avant d'entrer en déclin, puis d'être quasiment toutes abandonnées, ou refondées par les Espagnols, peu après la conquête de l'Amérique au XVIe siècle. Les spécificités culturelles mayas ont alors été profondément modifiées par la colonisation espagnole, aboutissant à la culture maya moderne, caractérisée par un fort syncrétisme (religieux, notamment).
Les Mayas sont demeurés ignorés des chercheurs jusqu'au début du XIXe siècle. La forêt avait repris ses droits sur la plupart de leurs cités, et, peu après la conquête espagnole, aux XVIe et XVIIe siècles, certains prêtres espagnols ont commis un crime contre la culture maya et ont brûlé la quasi-totalité des livres (codex) en écorce de figuier, laissés par les Mayas ; seuls quatre codex ont été retrouvés.
Les premiers explorateurs à approcher les vestiges de la civilisation maya au XIXe siècle ont contribué à lui forger une image romantique, mais bien différente de la réalité : « qui n’a pas entendu parler, par exemple, d’un ancien Empire maya, véritable âge d’or durant lequel un peuple laborieux et éminemment pacifique se serait adonné, dans le calme de ses cités protégées par la forêt dense, à la seule contemplation des astres ? ».
Dans les décennies récentes, les travaux des chercheurs modernes ont permis de renverser cette vision simpliste et sans nuance. Car, si les anciens Mayas étaient des bâtisseurs, de grands artistes et des savants, ils n’en étaient pas moins résolument guerriers. Du fait de leur organisation politique en cités rivales, la comparaison des Mayas classiques avec les cités grecques de l’époque classique ou avec les cités italiennes de la Renaissance peut être fondée.

## Sources

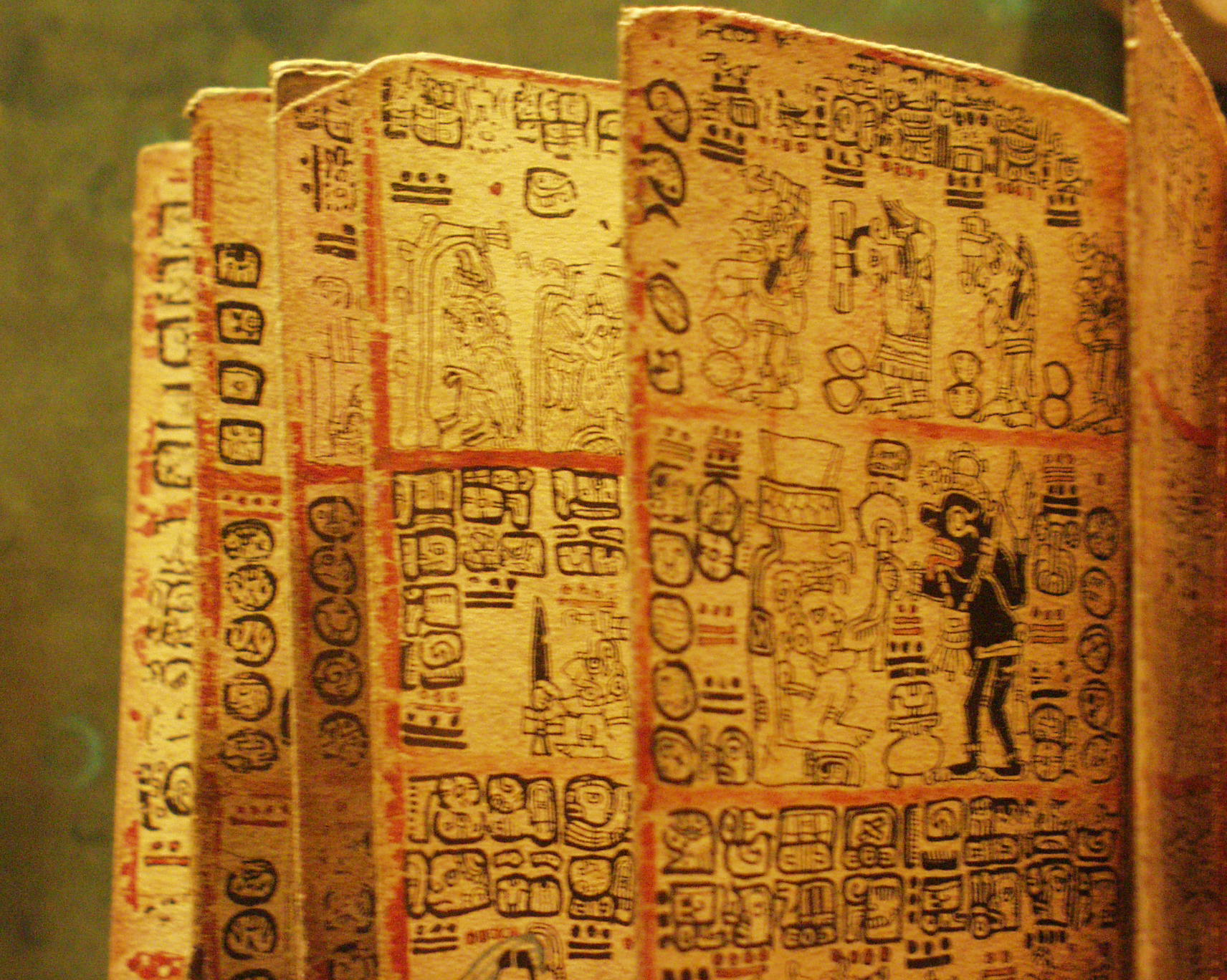
Les rares codex mayas qui ont survécu à la conquête espagnole sont emblématiques de l'art maya.

Pour des raisons à la fois environnementales et historiques, la connaissance et la compréhension de cette civilisation sont encore très fragmentaires. De larges zones d’ombre subsistent toujours malgré les efforts entrepris depuis sa redécouverte au XIXe siècle.

### Épigraphie
Les  épigraphistes mayanistes n'ont pas fini de déchiffrer l'ensemble des inscriptions en écriture maya sculptées sur les monuments et les artefacts découverts sur les différents sites mayas.
En effet, de nombreux et précieux témoignages ont été irrémédiablement perdus lors de la conquête espagnole. Suivant les conquistadors et cautionnant ainsi leur action, les missionnaires chrétiens ont œuvré à éradiquer toute trace de culte païen parmi les autochtones d'Amérique. Les archives mayas, les fameux codex, recelant des données inestimables concernant l’histoire et la science de la civilisation maya, ont été détruites lors d’autodafés comme celui de Maní en 1562.
Différents matériaux étaient utilisés comme support par les Mayas :
- la pierre : le calcaire est la pierre la plus fréquemment employée. Facile à travailler à l'extraction, elle se durcit ensuite. À Calakmul, le calcaire employé était de mauvaise qualité et les inscriptions, victimes de l'érosion, sont maintenant pratiquement illisibles ;
- la céramique : généralement des vases dont le texte nous renseigne sur l'artiste, le propriétaire du vase ou encore son contenu ;
- le bois : ce matériau étant extrêmement périssable, il n'en reste que de rarissimes exemplaires en bois de sapotillier dont les plus connus sont des linteaux provenant de Tikal ;
- la paroi rupestre : les fouilles ont livré des spécimens d'inscriptions, peintes ou gravées, dans 25 grottes du Yucatán. La plus connue est celle de Naj Tunich ;
- le papier : les glyphes étaient peints sur des feuilles de papier «amatl», larges d’une vingtaine de centimètres et longues de plusieurs mètres. Le manuscrit était replié en accordéon, chaque pli déterminant une «page» large d’environ 15 centimètres et écrite des deux côtés. Les codex de l'Époque classique ont tous disparu, victimes du climat chaud et humide et des insectes. Seuls quatre codex, authentifiés de l'Époque postclassique, ont survécu à l'autodafé ordonné par Diego de Landa, le 12 juillet 1562 (Auto de fe de Maní (es)) :
  - Le Codex dit de Dresde[6], car conservé à la Bibliothèque d'État de Saxe ;
  - Le Codex Tro-Cortesianus, conservé au Musée de l'Amérique à Madrid ;
  - Le Codex dit de Paris, car conservé à la Bibliothèque nationale de France ;
  - Le Codex Grolier, fragmentaire, conservé au Musée national d'Anthropologie de Mexico.

Après des années de recherche, le déchiffrement s'accélère et actuellement environ 80 % des glyphes mayas ont été déchiffrés.

### Archéologie
L’étendue géographique de la civilisation maya recouvre dans sa plus grande partie des terres situées en milieu tropical (les Basses-Terres du sud). Cet environnement sauvage et peu hospitalier n’a pas aidé à la conservation des ruines léguées par les anciens Mayas. Bien au contraire, la jungle envahissante a systématiquement repris possession des espaces dégagés. Les racines s’immisçant entre les blocs, la poussée végétale a fait exploser les bâtiments, réduisant souvent temples et palais en amoncellements de pierres. Les Hautes-Terres et les Basses-Terres du nord ont globalement été plus épargnées par ce phénomène.
De surcroît, le climat chaud et humide a semblablement contribué à faire disparaître les constructions en matériaux organiques et autres objets périssables qui auraient pu considérablement nous renseigner.
Les fouilles archéologiques de la civilisation maya ont débuté au cours du XIXe siècle, principalement à la suite des explorations menées par des voyageurs et des chercheurs européens et nord-américains dans les jungles d’Amérique centrale. L’un des premiers explorateurs européens à documenter des ruines mayas fut John Lloyd Stephens, un écrivain et explorateur américain, et son illustrateur, Frederick Catherwood. Ils ont exploré et documenté de nombreux sites mayas au Mexique, au Guatemala, au Honduras et au Belize dans les années 1830.
Ces derniers ont découvert et étudié de nombreux sites majeurs de la civilisation maya, tels que Tikal, Palenque, Copán, Chichén Itzá, Uxmal, Calakmul, etc. Ces sites ont révélé des pyramides imposantes, des temples, des palais, des terrains de jeu de balle et d’autres structures qui fournissent des indices sur la vie quotidienne et les réalisations architecturales des Mayas.
La recherche a permis le déchiffrement de l’écriture maya, une écriture logographique complexe basée sur des glyphes. Les chercheurs se sont exercés pendant plusieurs années à décoder ces symboles et ont fait des progrès significatifs dans la compréhension de cette écriture, ce qui a permis de traduire des textes sur des stèles, des céramiques et des codex, fournissant des informations précieuses sur l’histoire, la religion et la société des Mayas.
Les chercheurs ont également étudié les calendriers mayas, y compris le Tzolk'in, le Haab' et le Long Compte, afin de comprendre leur système de mesure du temps et son importance dans la vie quotidienne et religieuse des Mayas. Ces recherches ont permis de mieux comprendre les cycles astronomiques et les rituels liés au calendrier sacré.
Les archéologues ont étudié les techniques agricoles des Mayas, notamment leur utilisation de terrasses, de systèmes d’irrigation et de cultures en terrasses, pour comprendre comment ils ont réussi à soutenir une population dense dans des environnements souvent difficiles. Des études environnementales ont également été menées pour évaluer l’impact de l’agriculture intensive sur les paysages et les écosystèmes.
Les chercheurs ont examiné les pratiques religieuses des Mayas, y compris les rituels, les sacrifices, les cérémonies et les temples, afin de comprendre leur cosmologie, leur spiritualité et leur relation avec le divin.
Pendant longtemps et jusqu’à l’actualité la plus récente, le pays maya a aussi été secoué par des guerres ou troubles politiques, qui ont régulièrement perturbé et ralenti le travail des archéologues. L’histoire agitée de l’Amérique latine dans la deuxième moitié du XXe siècle a eu des répercussions dans le pays maya. La guérilla marxiste et les revendications des peuples mayas contemporains n’ont pas facilité l’exploration et la fouille des sites archéologiques.
Toutefois, la remise du prix Nobel de la paix à Rigoberta Menchú en 1992 a relancé les espoirs de paix. Le Mexique réhabilite maintenant son héritage précolombien et deux musées ont été créés, qui se consacrent à la civilisation maya, un à Chetumal (Museo de la Cultura Maya (es)) et l'autre à Mérida (El Gran Museo del Mundo Maya).
En septembre 2018, une équipe internationale de chercheurs a mis au jour, grâce à la technologie du lidar, près de 60 000 vestiges mayas, sur un territoire d'une superficie de 95 000 kilomètres carrés, à cheval entre le Guatemala, le Belize et le Mexique. Ils ont conclu dans la revue Science que le territoire maya était plus densément peuplé qu'imaginé jusqu'alors, avec une densité de 80 à 120 habitants au km² ; ils estiment alors que l'ensemble de la population maya était à son apogée comprise entre 7 et 11 millions d'habitants. Toutefois, en 2024, à la suite de la découverte d'autres réseaux de villes mayas auparavant inconnues, en particulier dans des zones marécageuses que la plupart des archéologues pensaient inhabitables, certains chercheurs, comme l’archéologue Marcello Canuto, ont revu ces estimations à la hausse, entre 10 à 15 millions de personnes.

## Aire culturelle maya

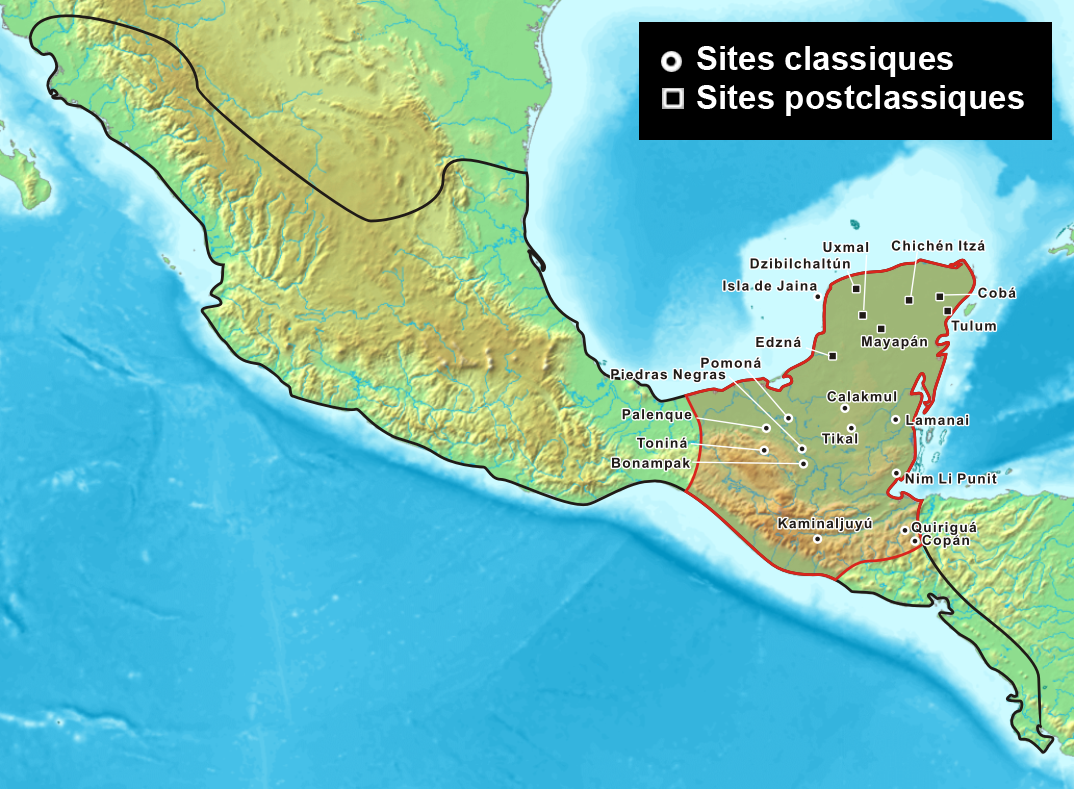
Principaux sites mayas.

L’aire culturelle maya antique doit être distinguée de la zone de peuplement maya actuelle. Elle se définit comme étant le territoire couvert par les anciennes cités mayas, soit une surface globale d’environ 340 000 km² (approximativement la superficie de l’Allemagne).
Elle comprend :
- le sud-est du Mexique (États du Tabasco, Chiapas, Campêche, Yucatán et Quintana Roo)
- le Belize
- le Guatemala
- l’extrémité ouest du Honduras
- l’extrémité ouest du Salvador

On la divise traditionnellement en trois grandes régions, selon des critères climatiques et géologiques : 
- la côte Pacifique
- les Hautes-Terres
- les Basses-Terres (du nord et du sud)

Ces zones écologiques correspondent grosso modo à des zones culturelles. Jusqu'il y a peu on considérait que le centre de gravité de la culture maya aurait suivi un déplacement géographique, du littoral Pacifique et Hautes-Terres du sud (Époque préclassique) vers les Basses-Terres du sud (Époque classique) puis les Basses-Terres du nord (Époque postclassique). Il serait néanmoins hâtif de céder à la tentation du déterminisme géographique, car chacune de ces zones a participé à sa manière au développement de la civilisation maya.
Au sein même de ces régions le rythme d’évolution a pu être très différent d’une cité à l’autre. Les recherches archéologiques récentes ont révélé que les Basses-Terres méridionales ont connu un développement plus précoce qu'on ne le croyait, il y a quelques dizaines d'années : des centres vastes et importants s'y sont développés dès le Préclassique.
Le climat majoritaire du territoire des Mayas aux XXe et XXIe siècles est de type tropical.

### Le littoral Pacifique
Le littoral Pacifique est une longue bande d’une soixantaine de kilomètres de large qui s’étend de l’isthme de Tehuantepec à l’Ouest jusqu’au Salvador à l’Est. Coincée entre l’océan Pacifique et les montagnes de la Sierra Madre occidentale, cette plaine humide dispose des conditions idéales à l’établissement humain. Outre des facilités de communication, axe de passage et de migration, elle offre de nombreuses ressources naturelles telles qu’une terre fertile, un climat chaud et des pluies abondantes, du poisson, du sel et la possibilité de récolter le cacao (ressource qui jouera un rôle particulier dans toute la Mésoamérique).

### Les Hautes-Terres
Les Hautes-Terres se situent à une altitude supérieure à 800 mètres. Elles regroupent la chaîne de volcans courant parallèlement à la côte Pacifique et les plateaux voisins. Dans cette zone se rencontrent deux plaques tectoniques, subduction dont il résulte une forte activité sismique et volcanique. Le climat est cependant tempéré, le sol riche en phosphore (véritable engrais naturel) et le sous-sol recèle des gisements d’obsidienne, de basalte et de pierre verte comme la jadéite ou la serpentine.

### Les Basses-Terres (du nord et du sud)
Les Basses-Terres présentent une grande diversité écologique. On passe d’une forêt tropicale dense au sud à une sorte de brousse en remontant vers le nord. Dans la jungle très humide les arbres atteignent entre 40 et 70 mètres de hauteur. La faune et la flore sont très variées. On y trouve notamment le jaguar et le quetzal, très recherchés, des cerfs, des dindons, des alligators, des oiseaux (toucans, perroquets appelés « Guacamaya »), l'ocelot… Les fleuves et rivières sont nombreux, le plus important d’entre eux étant l’Usumacinta. Ils servent à la fois de source d’eau potable et de voie de communication. Plus on progresse vers le Nord, plus l’eau et la végétation se font rares. Le sol remonte peu à peu vers le plateau calcaire du Yucatán et les pluies s’infiltrent profondément dans la terre, ne persistant pas à la surface. Dans la péninsule du Yucatán l’eau n’est donc accessible qu’à travers les cénotes, cavités naturelles parfois vastes de plusieurs dizaines de mètres de diamètre s’ouvrant directement sur la nappe phréatique. Ces puits revêtiront une fonction rituelle spécifique comme lieux de passage vers l’Inframonde. Certaines cités sont installées au bord des fleuves mais les villes les plus anciennes (celles du dernier millénaire av. J.-C., très puissantes) sont au bord de grands lacs aujourd'hui sédimentés ou qui n'existent plus que sous la forme de bajos (marécages temporaires alimentés lors de la saison humide).

## Histoire

### Origines

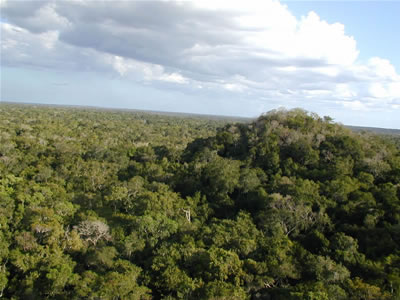
Site préclassique d'El Mirador : pyramide « El Tigre » émergeant de la jungle.

La recherche moderne suppose que la diffusion de la culture du maïs et d'autres plantes domestiquées a pu jouer un rôle déterminant dans le développement de la civilisation maya.
La consommation du maïs est largement développée dans le sud de l'Amérique centrale vers 4200 ans avant notre ère. Dans le Yucatán, elle est attestée vers 4 500 ans avant notre ère, sa culture il y a 3 600 ans. Vers 2 700 ans avant notre ère, la déforestation et la culture du maïs sont largement répandues.
Il semble que ce soit l'arrivée de migrants chibchanes venus du sud de la région maya peu de temps avant 3 600 ans avant notre ère, qui ait contribué au développement de cette culture du maïs, et peut-être aussi d'autres plantes domestiquées. Ces transformations humaines et sociales ont pu favoriser le développement par la suite de la civilisation maya,. Comme en Europe, où l'agriculture est arrivée avec des immigrants d'Anatolie, l'agriculture dans les Amériques s'est propagée au moins en partie avec des personnes en déplacement, plutôt que simplement comme un savoir-faire transmis entre les cultures. Le changement de population a finalement conduit à un nouveau régime alimentaire. Les anciens chasseurs-cueilleurs de la région tiraient en moyenne moins de 10 % de leur alimentation du maïs. Mais ensuite, entre 3 600 ans et 2 000 ans avant notre ère, cette proportion a bondi, passant de 10 % à 50 %, fournissant les preuves du maïs comme céréale de base. Les agriculteurs d'Amérique du Sud (Pérou et Bolivie) avaient développé des épis plus gros et plus nutritifs que le maïs partiellement domestiqué présent au Mexique. Les preuves suggèrent que les migrants ont apporté des plants de maïs améliorés du sud, peut-être avec des méthodes de culture du maïs dans de petits jardins. Ce scénario pourrait également expliquer pourquoi une des premières langues mayas incorpore un mot chibchane pour désigner le maïs.
Pour ce qui concerne la question des origines, telle que l'abordent les sources écrites, les manuscrits indigènes du XVIe siècle ont oublié l'emplacement du berceau de la civilisation maya, que ce soit dans le Chilam Balam (écrits dans la péninsule du Yucatán), ou dans le Popol Vuh des Quichés, la branche des Mayas du Guatemala. Et même le premier chroniqueur espagnol des Mayas, le frère Diego de Landa (1566), n'a pu en mentionner clairement la situation.
En tout état de cause, les faits actuellement reconnus comme historiques se réfèrent aux Mayas du Yucatán, de l'ère classique, et non à leurs ancêtres Mayas situés plus au sud (Chiapas, Guatemala et Honduras), dont la civilisation se serait éteinte quelques siècles avant l'apogée des cités de la péninsule telles que Chichén Itzá, Uxmal et Sayil. Dans les temps les plus reculés, les Mayas auraient vécu sur le littoral atlantique du Mexique, d'où ils descendirent vers l'Amérique Centrale en remontant le río Usumacinta pour arriver au Petén [réf. nécessaire]. Un vieux groupe maya, les Huaxtèques, serait resté cependant dans le nord, dans la région allant de Veracruz au Tamaulipas. C'est peut-être l'expansion des Nahuas qui coupa en deux le peuple maya en rejetant un groupe au nord et l'autre au sud. Les groupes rejetés vers le sud sont ceux qui développèrent la grande civilisation maya.
Au commencement de la période historique, ils vivaient dans un triangle délimité par Palenque au Chiapas, Uaxactun, au Guatemala, et Copán au Honduras, une aire très importante avec des voies de communication très difficiles au milieu de la jungle, traversée par de grandes rivières, comprenant le bassin de l'Usumacinta, le Petén guatémaltèque et les vallées du Motagua et du río Copán.
On distingue généralement trois périodes dans la civilisation maya : le Préclassique (d'environ 2500 av. J.-C. à 250 ap. J.-C.), le Classique (de 250 à 900), le Postclassique (de 900 à 1521). On intercale parfois le Classique final (de 800 à 900), que certains auteurs appellent Épiclassique, une époque de transition pendant laquelle les cités des Basses Terres auraient été abandonnées et celles du nord du Yucatan se seraient développées. Les dates du début et de la fin de chacune des trois périodes peuvent en outre varier d'un siècle selon les auteurs.

### Époque préclassique
L'Époque préclassique (également appelée formative en particulier dans les publications en anglais) s'étend de 2000 av. J.-C. (ou même 2500) à 250 ap. J.-C. Elle est subdivisée en :
- Préclassique ancien (de 2500 / 2000 av. J.-C. à 1200 av. J.-C.),
- Préclassique moyen (de 1200 av. J.-C. à 400 av. J.-C.) et
- Préclassique récent ou tardif (de 400 av. J.-C. à 250 ap. J.-C.).
- Certains archéologues rajoutent une période supplémentaire, à la charnière entre le Préclassique et le Classique : le Protoclassique.

À partir de -2500, on assiste à l'essor de la civilisation olmèque dont sont issus de nombreux aspects de la civilisation maya. Cette période préclassique est mal connue. Les premiers villages d'agriculteurs des Basses Terres ont été datés de -1200 au Belize (Cuello).
Des preuves archéologiques montrent que l'architecture cérémonielle maya démarre vers 1000 av. J.-C. Il est très difficile de faire la différence entre la culture pré-maya et la civilisation olmèque, ces deux cultures s'étant influencées mutuellement.
Vers 300 av. J.-C., on assiste à la multiplication des sites et à une activité architecturale intense, signe d'un fort accroissement de la population, particulièrement dans les cités de El Mirador, Nakbé, Komchén, Cerros et Tikal. Chaque site se développe de façon autonome. Néanmoins, signe d'une indéniable unité culturelle, on utilise partout la même céramique rouge et noire.
Entre 150 et 250 de l'ère chrétienne, période souvent dénommée « protoclassique », des tensions apparaissent : crise de croissance ou invasion, nul ne le sait. Certains sites disparaissent tels que Cerros, El Mirador ou Komchén, tandis que d'autres s'imposent comme Tikal.

### Époque classique

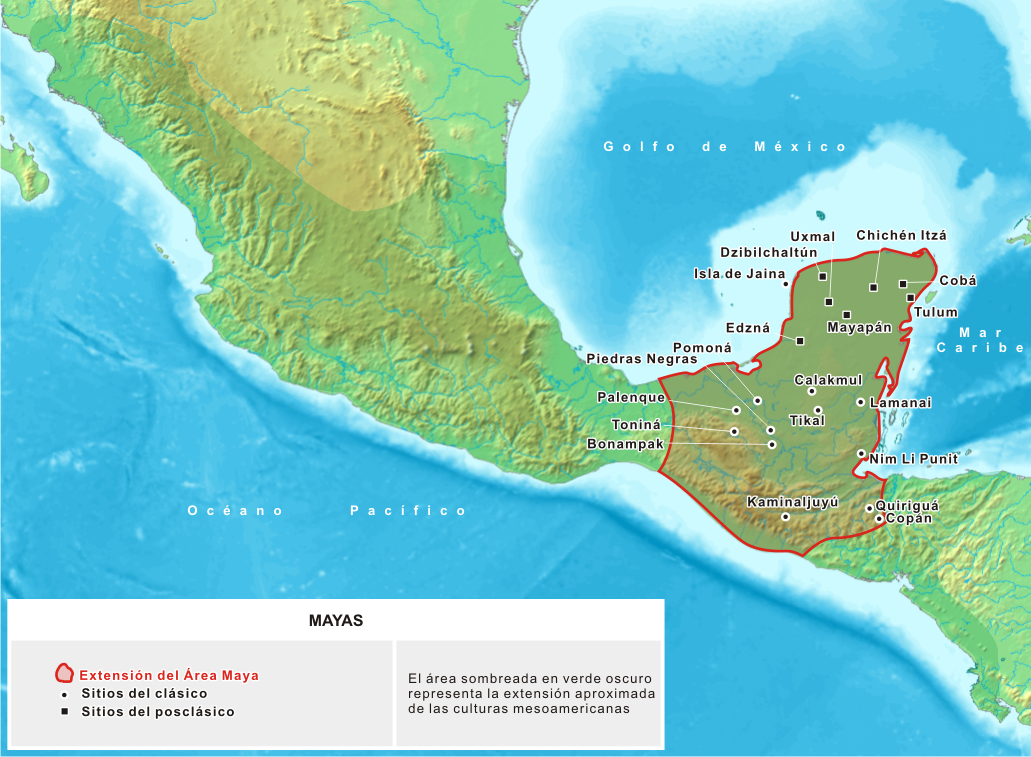
Carte de l'extension de la culture maya lors des périodes classiques et Postclassiques.

L'Époque classique s'étend de 250 ap. J.-C. à 900 ap. J.-C. Elle est subdivisée en :
- Classique ancien (de 250 à 600 ap. J.-C.) et
- Classique récent (de 600 à 900 ap. J.-C.).
- Certains auteurs insèrent à la charnière du classique et du Postclassique une période appelée Classique terminal ou final.

Cette période, que nous connaissons de mieux en mieux grâce au déchiffrement de l'écriture maya, est marquée par de perpétuelles rivalités entre de nombreuses cités-États. Les Basses-Terres mayas n'ont jamais été unifiées politiquement, et il n'y a jamais eu d'« empire maya », comme on l'imaginait au milieu du XXe siècle. Chaque entité politique avait à sa tête un souverain appelé k'uhul ajaw (« divin seigneur » en maya), qui tirait sa légitimité de ses ancêtres et occupait une fonction non seulement politique mais aussi religieuse. Il constituait une «interface» entre la communauté qu'il dirigeait et le monde surnaturel. Chaque entité politique était dotée d'un glyphe-emblème.
Dans les Basses-Terres du sud, le Classique ancien est dominée par deux grandes métropoles : Tikal et Calakmul. Chacune se trouve à la tête d'une confédération aux liens très lâches, où les renversements d'alliance sont fréquents.
Tikal joue un rôle prédominant dans la première partie de cette époque qui marque l’apogée de la culture maya. Les débuts de l'histoire de Tikal sont mal attestés. La Stèle 29 porte la première date en compte long de cette cité. Son rôle semble être renforcé par les liens qui l'unissent à la grande métropole du Mexique central, Teotihuacan. Ces échanges se manifestent dans l’architecture, la céramique et la sculpture.
Vers le milieu du VIe siècle, Tikal est vaincue par Calakmul. On note alors un ralentissement des activités, qui se traduit par l’interruption de l’érection de monuments datés dans cette cité. Cet arrêt marque la fin du classique ancien.
La fin du VIIe siècle voit un retournement de situation: Calakmul, vaincue par Tikal, amorce un déclin. Un renouveau s’opère, organisé autour de cités-États qui rivalisent de prestige. La culture maya des Basses-Terres du sud atteint son apogée : il durera jusqu'au IXe siècle. On assiste à une « balkanisation » du paysage politique. Des centres secondaires se livrent à d'incessants conflits. Une rivalité oppose par exemple Piedras Negras à Yaxchilan, tandis qu'un peu à l'écart des autres centres, Quiriguá entre en conflit avec Copán.
Dans les Basses-Terres du nord, au Yucatán, d'autres centres prennent le relais : les cités Puuc d'Uxmal, Labná, Kabah, Sayil, etc. Leur épanouissement est bref : elles sont également désertées au Xe siècle.

### Effondrement de la civilisation maya classique
Les années 750 à 1050 marquent l’effondrement des cités-États des Basses-Terres du sud, l'arrêt des constructions monumentales et des inscriptions associées. La dernière inscription connue datée sur un monument des Basses-Terres du Sud remonte à 822 pour Copán (au sud-est), 869 pour Tikal (au centre) et à 909 pour Tonina (ouest).
La cause du dépeuplement quasi total des puissantes cités mayas à l'aube du IXe siècle reste mal connue. Des hypothèses ont été avancées pour expliquer la chute brutale de la civilisation maya classique en plein âge d'or, les spécialistes n'étant toujours pas d'accord sur les causes d'un bouleversement aussi radical. Guerres, désastres écologiques, famines ou une combinaison de ces facteurs sont les raisons généralement avancées pour expliquer ce déclin. Les centres mayas sont abandonnés entre la fin du VIIIe siècle et le début du Xe siècle, puis recouverts par la forêt. Ce n'est qu'au cours de la seconde moitié du XIXe siècle et au début du XXe qu'ils ont été découverts et restaurés.

#### Les faits
On constate l'arrêt progressif de toute activité de construction dans les cités mayas des Basses Terres du sud, au Guatemala et au Mexique actuels à partir de la fin du VIIIe siècle (on prend généralement en compte la dernière date en compte long retrouvée sur chacun des sites, de 780 à Pomona jusqu'à 909 à Toniná). Ce phénomène correspond à l'effondrement du système politique de la royauté divine (appelée aussi royauté sacrée) qui caractérise le monde maya classique.
Les chercheurs ont également établi qu'à cette période la démographie avait été en forte baisse.
La chute ne fut pas violente : les ruines mayas ne sont pas des villes détruites mais des cités abandonnées. On ne trouve pas non plus de trace d'hécatombes, charniers ou fosses communes.

#### Les hypothèses
Tellement d'hypothèses ont été émises sur l'effondrement maya qu'en 1973 deux ouvrages ont été publiés, par Richard E. Adams (The Collapse of Maya Civilization : a Review of Previous Theories) et Jeremy A. Sabloff (Major themes in the past hypotheses of the Maya collapse), pour les répertorier et les classifier. À l'époque, presque toutes les hypothèses n'envisageaient qu'une cause unique, de type interne ou externe. Les études récentes privilégient désormais des explications plus complexes basées sur l'interaction de plusieurs facteurs négatifs parmi ceux évoqués dans les études antérieures.

##### Causes internes
- Une crise écologique et climatique : Selon cette hypothèse qui se développe depuis les années 1990 des sécheresses et une surexploitation des sols auraient rendus les zones de culture, de pêche et de chasse moins productives (voire parfois stériles), obligeant les Mayas à retourner à des formes d'organisation sociale en communautés plus réduites, dans les zones fertiles[22] et moins vulnérables aux sécheresses (au nord) car disposant d'eaux souterraines[24]. La surexploitation, liée à une déforestation massive et aux besoins de terres arables, pourrait aussi être due à l'augmentation de production de stuc. En effet, les notables mayas s'enrichissant, ils ont construit des demeures aux murs en stuc de plus en plus épais. Les parements en stuc étaient en effet considérés comme des signes de richesse. Or, la quantité de bois nécessaire pour chauffer le calcaire et le transformer en stuc est considérable. Une déforestation massive aurait alors entraîné une érosion accélérée des sols, dégradant les cours d'eau et recouvrant notamment les terres agricoles fertiles de matières non fertiles, comme l'argile par exemple[25]. Dans Des dieux, des tombeaux, des savants, C.W. Ceram insiste sur l'arrêt de toute construction de bâtiments dans une ville au moment où cette même activité démarre quatre cents kilomètres plus loin. Selon lui, une catastrophe écologique liée à un épuisement des sols aurait imposé un déplacement de capitale ajournant le problème, mais sans le résoudre. Les archives sédimentaires montrent que plusieurs sécheresses extrêmes successives ont rapidement affecté l’accès à l’eau domestique et d'irrigation alors que la maïsiculture, centrale dans l’alimentation maya dépendait des saisons des pluies[24].
- Une crise démographique : l'augmentation de la démographie à l'époque classique aurait été trop rapide par rapport à ce que les avancées technologiques permettaient de gérer, en termes d'organisation, notamment en termes d'approvisionnement en nourriture[23].
- La religion : cette thèse se fonde sur la religion maya elle-même, prépondérante dans les cités dont la naissance va de pair avec la construction de grands centres cérémoniaux. La création des arts et des sciences était toujours intimement liée à la religion. Or, celle-ci se fondait sur des observations astronomiques qui avaient donné naissance à deux calendriers complexes (voir calendrier maya) organisant la vie de la cité et avaient profondément marqué leur cosmogonie. Les Mayas distinguaient ainsi cinq cycles dans leur histoire de l'Univers se terminant tous par la destruction du monde précédent ; celle correspondant à l'Humanité était la quatrième, et le calcul fondé sur le croisement des deux calendriers indique que cette période devait s'achever au Xe siècle[réf. nécessaire]. Ainsi, les prêtres ayant prédit l'approche imminente de l'apocalypse, ce peuple fervent aurait soudain été pris de panique et se serait enfui…

Cette hypothèse très controversée avancée au milieu des années 1970 par Pierre Ivanof n'explique ni la forte baisse de la démographie constatée par les chercheurs ; ni pourquoi les Mayas ne sont pas retournés vivre dans les cités après s'être rendu compte que les prévisions des prêtres étaient erronées.

##### Causes externes
- Les invasions : des guerres endémiques entre cités, ou bien des révoltes internes de la plèbe contre l'élite (ou de la noblesse contre le roi), auraient affaibli les cités mayas au point de les rendre incapables de résister aux agressions de peuples de l'ouest et du nord[23]. Ces hypothèses de fragmentation politique se fondent sur des traces d’abandon brutal, laissant penser que les activités quotidiennes auraient été délaissées en quelques jours (constructions encore en chantier)[26].

- Les catastrophes naturelles : certains chercheurs ont émis l'hypothèse que la population maya aurait pu être en grande partie décimée par une série de très puissants séismes, de fortes perturbations climatiques (ouragans, sécheresse), d'épidémies ou encore de nuées de sauterelles[23]. Par exemple, une très importante diminution des pluies sur une longue période corroborée par plusieurs études géologiques[27] et par des études menées autour des conséquences du phénomène El Niño et La Niña aurait ainsi pu entraîner de mauvaises récoltes, des famines, des épidémies, des guerres, des révoltes, etc. Des historiens du climat ont ainsi montré qu'une sécheresse importante en Amérique centrale toucha le Mexique entre 897 et 922, qui aurait pu contribuer à la chute des Mayas[28]. Une autre période de sécheresse eut lieu entre 1149 et 1167, coïncidant avec le déclin de la culture toltèque et l'abandon de sa capitale[28].

##### Causes mixtes
Les études récentes privilégient dans leur grande majorité une accumulation de facteurs défavorables, qui auraient entraîné des conflits sociaux internes et externes, jusqu'à la faillite et l'abandon du système socio-politique des cités-États.
Ces modèles explicatifs complexes se fondent sur un des éléments déclencheurs, interne ou externe, évoqué dans les sections précédentes.
Par exemple, à la suite des fouilles franco-guatémaltèques menées à Naachtun depuis 2009, il est envisagé qu'une modification durable de l'écosystème et les guerres à répétition aient provoqué la fin de l'ère classique.

### Époque postclassique

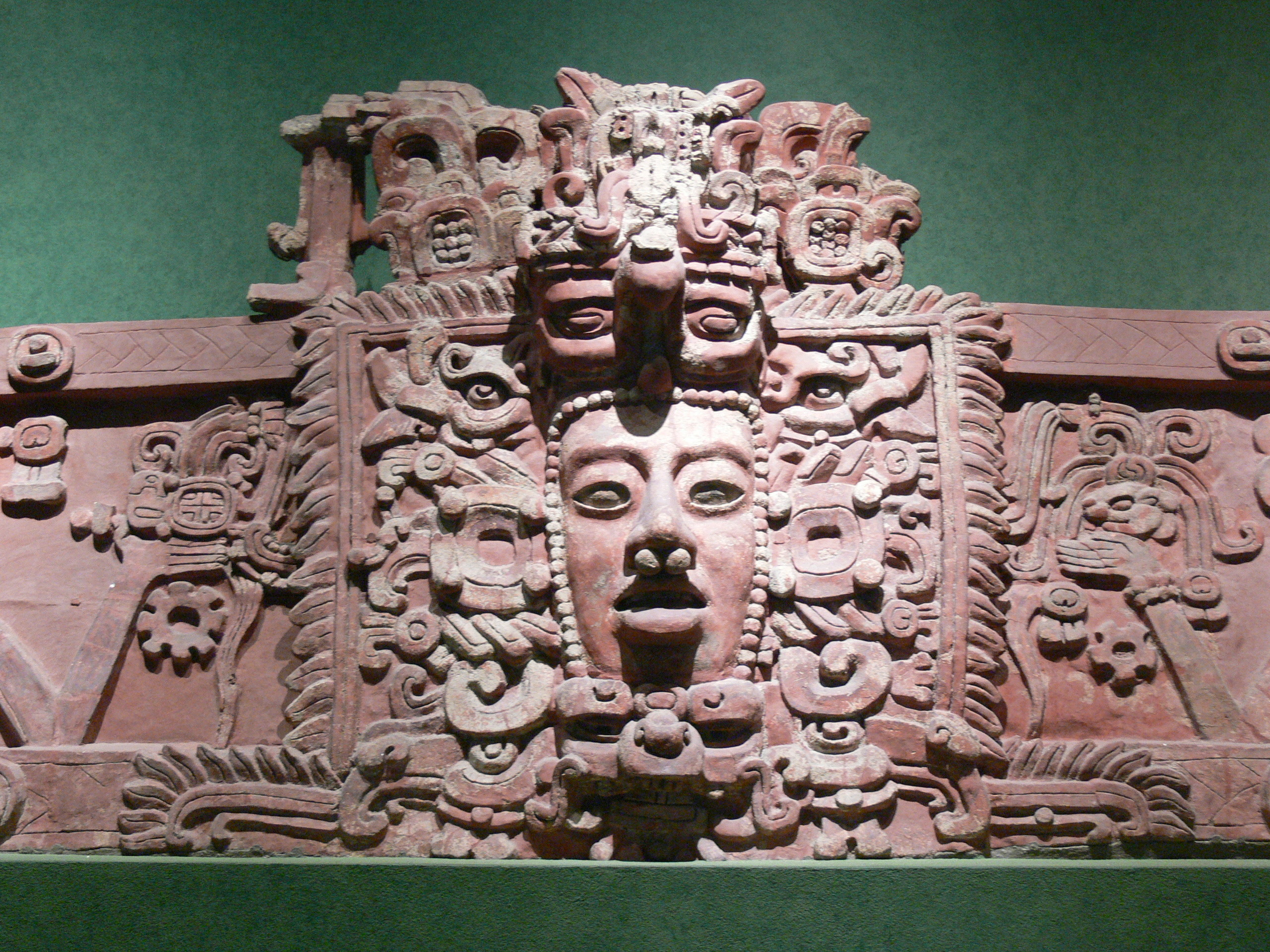
Masque maya de la période postclassique, exposé au musée national d'Anthropologie de Mexico.

L'Époque postclassique va de 900 ap. J.-C. à la conquête espagnole. Elle est subdivisée en Postclassique ancien (de 900 à 1200 ap. J.-C.) et Postclassique récent ou tardif (de 1200 à la conquête espagnole).
Le Postclassique maya voit la montée en puissance de l'influence des Nahuas du Mexique central, tant dans les Hautes Terres du sud que dans le nord du Yucatan. Cette influence se caractérise par l'introduction de styles nouveaux, de nouvelles techniques comme la métallurgie, et par de grands changements dans l'organisation sociale et politique : la royauté n'est plus sacrée, le roi est désormais accompagné d'ordres militaires et différents corps sociaux (conseillers, prêtres). Les causes de cette montée en puissance des Nahuas sont incertaines. Il semblerait que l'affaiblissement du monde maya ait entraîné des mouvements de populations chichimèques et par là même un renouveau du pouvoir nahua, dorénavant aux mains des Toltèques, centrés sur Tula (ou Tollan). Ces derniers étendent leur influence à toute la Mésoamérique, jusque dans le nord du Yucatan, apportant des traits nahuas aux Mayas.
Les quelques cités mayas qui avaient perduré pendant l'Épiclassique et le Postclassique ancien, notamment les cités Puuc comme Uxmal, Sayil, Labná, K'abah, Yaxuna, et d'autres cités déjà anciennes comme Edzna, Coba ou Dzibilchaltun, après un âge d'or entre le IXe et le Xe siècle av. J.-C., connaissent une grave crise et se dépeuplent pour la plupart.
Seule Chichen Itza continue de prospérer : les Toltèques, menés par Kukulkan selon la légende, y auraient fondé une dynastie et importé des cultes du centre du Mexique, comme celui de Quetzalcóatl (Kukulkan), Tlahuizcalpantecuhtli (Tawizcal dans le codex de Dresde), Cactunal… Cependant, au XIIIe siècle, Chichen Itza décline à son tour au profit de Mayapan, dirigée par Hunac Ceel ; Mayapan deviendra donc le nouveau centre du monde maya des Basses Terres, une cité prospère, fortement mexicanisée, gouvernée par des lignées aristocratiques. Puis au XIVe siècle, des rivalités entre ces lignées et la dynastie régnante des Cocom entraîneront une longue période de guerres civiles, qui aboutira à la chute de Mayapan.
Le Postclassique dans les Hautes Terres du sud présente aussi de grands changements et une mexicanisation importante. Les anciens centres du pouvoir classiques, comme Kaminaljuyu ou les cités de la vallée de Chuyub, sont abandonnés. S'ensuivent de vastes mouvements de populations, des intrusions mexicaines, un morcellement ethnique et politique, qui aboutissent à la création d'une mosaïque de centres régionaux et d'États indépendants. Parallèlement à ces changements, on assiste à l'introduction de traits culturels nahuas, tels que les temples jumeaux et les Tzompantli, les cultes d'origine mexicaine (Quetzalcoatl sous le nom de Kukumatz, le Tohil des K'iche, Xipe Totec…), la métallurgie, de nouveaux types de céramiques (fine orange, comales, molcajetes…).
Le pouvoir est aux mains d'ethnies telles que les  K'iche, les Kaqchikel, les Mam, les Pokomam, les Tz'utuhil, les Q'eqchi', qui fondent des royaumes expansionnistes et bien défendus, comme le royaume des K'iche qui, centré sur Chi Izmachi puis Q'umarkaaj (Utatlan), sera intégré à l'Empire aztèque sous Ahuizotl, comme celui des Kaqchikel, d'abord vassal des K'iche, puis centré sur Iximche, celui des Pokomam centré sur Mixco Viejo, de Rabinal centré sur Cayuup… Ces États sont dirigés par des lignées (Ilocab, Nihaib, Kawek, Tamub…) qui disent tenir leur pouvoir des Toltèques. Les conflits politiques qui agitent la région tout au long du Postclassique sont connus grâce à des documents de l'époque coloniale écrits en langues indigènes, tel que le Popol Vuh des K'iche, El Titulo de Totonicapan, les Annales des Kaqchikel, le Memorial de Solola…
L’écriture hiéroglyphique maya continue à être utilisée. Les quatre codex, conservés et authentifiés, datent de l'Époque postclassique.
Après avoir vaincu les Aztèques en 1521, les Espagnols se lancèrent à la conquête des territoires mayas. Grâce à leur supériorité technologique et aux antagonismes entre royaumes mayas des Hautes-Terres du Guatemala, qu'ils poussèrent à se monter les uns contre les autres, ils les écrasèrent rapidement en 1524. Les Mayas du Yucatán, en revanche, opposèrent aux envahisseurs une résistance farouche. Les deux premières tentatives de conquête par Francisco de Montejo, en 1527-28 et ensuite de 1531 à 1535, échouèrent. En 1541, son fils, Montejo le jeune, profitant de l'hostilité entre les clans Cocom et Xiu, parvint à s'implanter dans la région et fonda Mérida en 1542. Protégé par son relatif isolement dans la jungle du Petén, le dernier État maya, le royaume itzá de Tayasal, ne succomba aux Espagnols qu'en 1696-97.
Les maladies importées d'Europe par les Espagnols et inconnues des indigènes ne furent pas étrangères à la défaite des Mayas. Dès 1521, une épidémie de variole emporta le tiers de la population des Hautes-Terres du Guatemala. Il en alla de même au Yucatan. À leur arrivée, les Espagnols firent face à des adversaires déjà affaiblis.

## Organisation politique et sociale

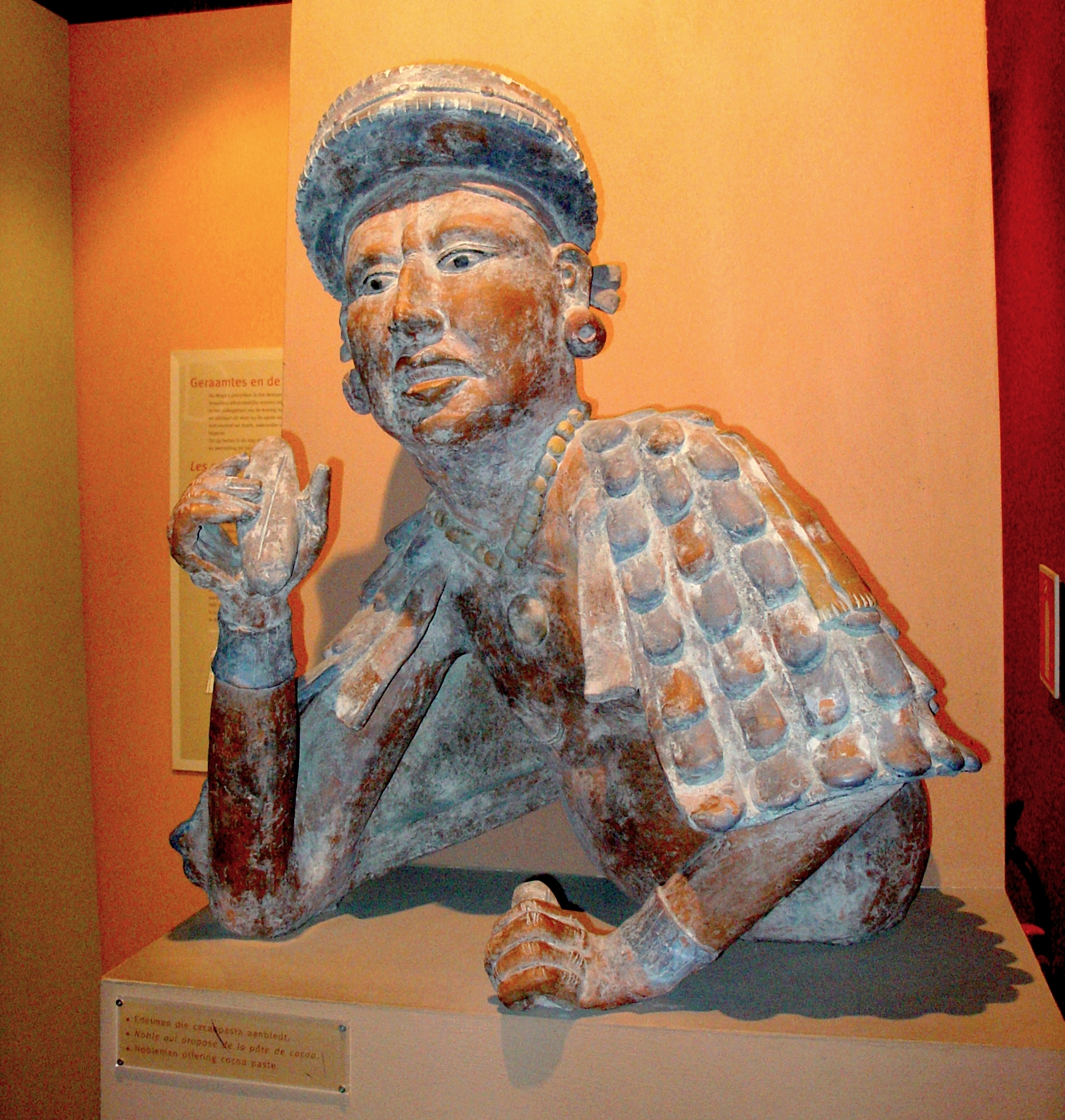
Noble offrant des fèves de cacao.

La société maya est divisée en classes : nobles, religieux, militaires, artisans, commerçants, paysans (la majorité) et l’équivalent des serfs. Elle est dirigée par des chefs héréditaires, de filiation patrilinéaire, qui délèguent leur autorité sur les communautés villageoises à des chefs locaux. La terre, propriété de chaque village, est distribuée en parcelles aux différentes familles.
La structure sociale est complexe et est fondée sur une organisation familiale patrilinéaire, une division sexuelle du travail et une répartition par secteurs d'activité. Les agriculteurs, la majeure partie de la population, se divisaient en paysans, serviteurs et esclaves. L'élite, de son côté, se répartissait en guerriers, prêtres, administrateurs et dirigeants. L'élite et le peuple ne formaient pas des catégories antagonistes car des liens de parenté ou d'alliance unissaient dirigeants et serviteurs, chefs et paysans. Ainsi, les nouvelles découvertes montrent l'existence d'une classe fort importante de commerçants-guerriers, notamment à partir du Ve siècle à Tikal et il y aurait eu un partage du pouvoir entre l'ancienne aristocratie chargée des affaires intérieures de la cité et religieux et la nouvelle classe de commerçants-guerriers[réf. nécessaire].
À l'époque classique, les Mayas vivaient selon un système de cités-États. Les rois des Basses-Terres du sud se faisaient appeler Ajaw ce qui signifie «seigneur» ou «k'uhul ajaw», c'est-à-dire « divin seigneur ». À l'époque postclassique récente, le titre le plus répandu des rois mayas au Yucatan fut Halac vinic ou Hulach Uinic signifiant « vrai homme ». Le Roi concentre tous les pouvoirs religieux, militaires et civils. Il choisit au sein des nobles les batabs, qui sont des chefs locaux ou de villages dont la principale responsabilité était de veiller à la bonne perception du tribut et à l'exécution des ordres. Mais il est souvent fait mention d'un conseil autour du roi[réf. nécessaire].
Le clergé constitue également une classe nombreuse. Les prêtres (ah kin) se succèdent de père en fils et leur savoir ne se transmet qu'à l'intérieur de la famille. Cela est compréhensible puisque le savoir maya était fort étendu : de l'écriture à la chronologie, des almanachs sacrés à la médecine, des cérémonies à la formation des jeunes prêtres. Parmi les prêtres se distingue le chilam, spécialement chargé de recevoir les messages des dieux et d'énoncer les prophéties. Leur influence et la grande religiosité des mayas expliquent les nombreux jeûnes très sévères pratiqués par le roi et la noblesse ainsi que les mortifications et automutilations[réf. nécessaire] puisque la religion maya donne au sang une très grande valeur magique.
Chichen Itza dispose d'un modèle politique différent. Sans certitude, on pense que le pouvoir, appelé "multepal", se diluait entre l'aristocratie, à la fois guerrière et commerçante. On ne peut ici aussi parler de démocratie, compte-tenu de l'emprise de la noblesse locale.
En bas de l'échelle se trouve le peuple. C'est à lui qu'incombe la tâche de fournir les aliments et les vêtements, la main d'œuvre pour les travaux publics. Ces ouvriers mayas ne disposent que d'outils en pierre ou en bois ; ils ne connaissent ni le métal, ni la traction animale, ni la roue. Le seul moyen de transport connu s'effectue à dos d'homme. Enfin, les esclaves constituent une classe à part. Les délinquants de droit commun sont condamnés à l'esclavage. Les prisonniers deviennent souvent des victimes sacrificielles.

## Économie
Pour des raisons diverses, les archéologues ont longtemps négligé l'étude des modes de production et de distribution chez les anciens Mayas : les textes mayas de l'Époque classique sont quasiment muets sur le sujet ; pour l'Époque postclassique, nous disposons des observations d'auteurs espagnols, sensiblement plus rares pour les Mayas que pour les Aztèques, notamment la Relación de las cosas de Yucatán de Diego de Landa; par ailleurs les techniques archéologiques se sont considérablement affinées ces dernières années (photos aériennes, activation neutronique, fluorescence des rayons X, analyse pollinique...).
Les ressources étaient variables selon l'environnement local, sensiblement différent dans les Hautes-terres, les Basses-terres du sud et du nord.. Pour assurer leur subsistance, les Mayas pratiquaient la chasse et la pêche, l'élevage et l'agriculture. L'élevage était limité à quelques espèces, dindon et chien. Dans certaines régions, pour éviter les carences en protéines,, les Mayas chassaient une variété d'animaux, tels que le cerf, le pécari, le tapir, l'agouti, le paca ou encore deux espèces de singes, sans compter diverses espèces d'oiseaux ainsi que de vers et d'insectes.

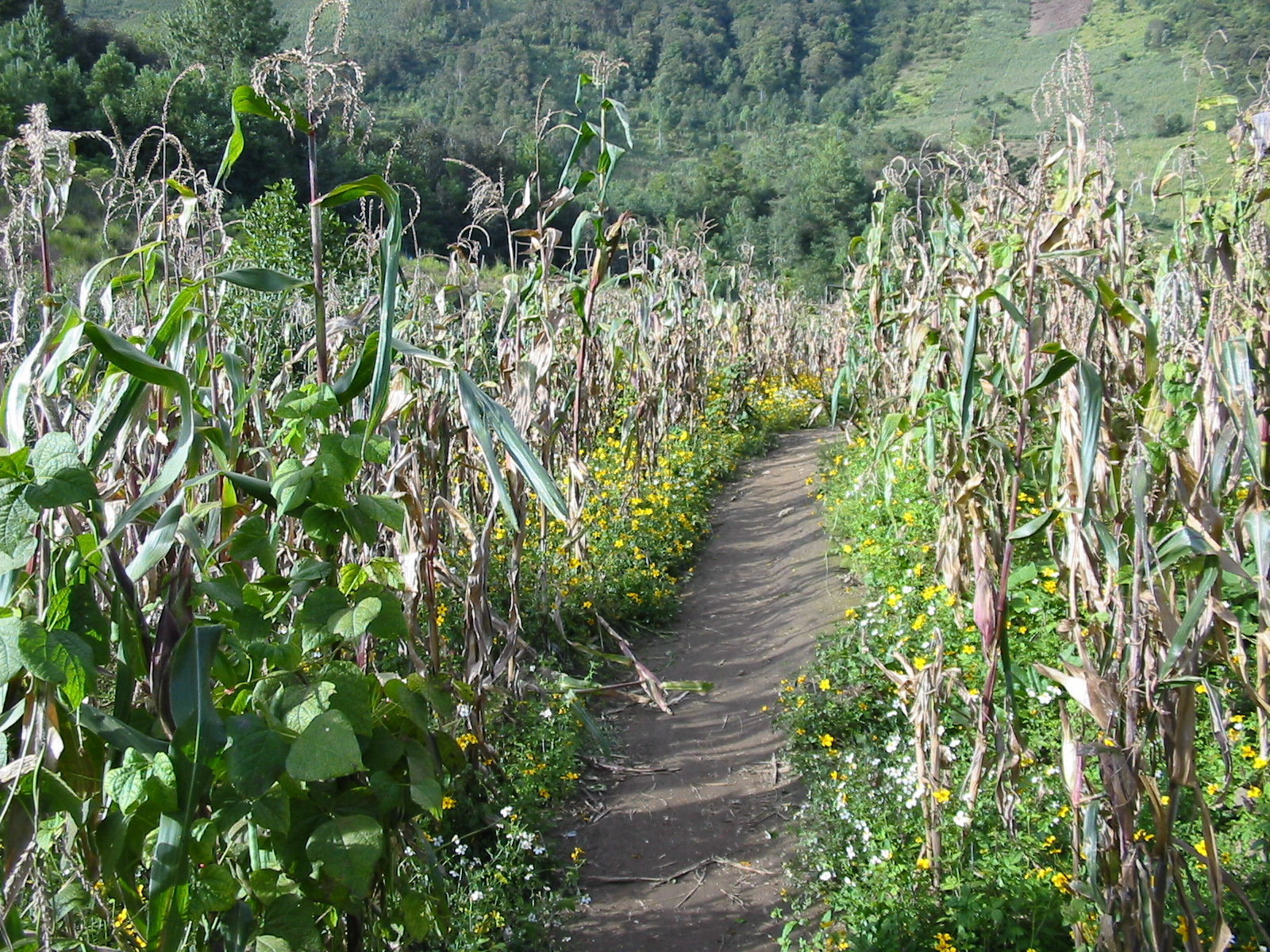
Champ contemporain chez les Quichés du Guatemala : maïs et haricots ; les courges ne sont pas visibles.

Les Mayas tiraient à l'origine le plus gros de leur subsistance d'une agriculture sur brûlis : on brûle les broussailles – la cendre constitue un excellent engrais – avant d'ensemencer au moyen d'un bâton pointu. La découverte de Cerén, un petit village maya enseveli par une éruption volcanique au VIe siècle, a permis aux archéologues d'observer in situ comment les Mayas de l'Époque classique cultivaient sur une même parcelle maïs, haricots et courges. Les grands arbres étaient laissés en place et contribuaient à la régénération de la parcelle. Après une ou plusieurs années, les éléments nutritifs contenus dans la cendre étant épuisés, il fallait laisser la parcelle en jachère pendant une période qui variait selon la qualité du sol : jusqu'à vingt ans dans le nord du Yucatán. Sauf dans les Hautes-Terres, où le sol volcanique des vallées est très riche, le rendement était relativement faible dans les Basses-Terres où la couche d'humus est généralement mince. Pour nourrir des populations de plus en plus nombreuses, les Mayas valorisaient des terres moins fertiles en pratiquant l'agriculture en terrasse pour contrecarrer l'érosion. Les archéologues ont constaté que cette forme d'agriculture avait été particulièrement pratiquée dans la région de Rio Bec – près de 150 000 hectares – et dans la région de Caracol. Les anciens Mayas connaissaient également une autre forme d'agriculture intensive : dans des zones marécageuses appelées « bajos », ils aménageaient des champs surélevés ; on creusait des canaux de drainage et on mettait en culture les monticules formés par les remblais de boue contenant des éléments nutritifs. De cette manière, on peut obtenir plus d'une récolte par an. Par ailleurs, on peut obtenir une ressource supplémentaire en faisant de la pisciculture dans les canaux.
Les Mayas pratiquaient l’apiculture. Les outils en métal n’existaient pas. Les Mayas utilisaient des meules en pierre appelées metate.
Le commerce à longue distance suppose des moyens de transports et l'existence de réseaux commerciaux. Il n'existait pas de bêtes de somme en Mésoamérique et, si le principe de la roue était connu, elle n'a jamais été utilisée pour le transport . Le transport de marchandises se faisait donc à dos d'homme ou par voie d'eau, sur les rivières ou par mer. Le Río Usumacinta et  le Rio Pasión constituaient deux importantes voies fluviales des Basses-Terres du sud. La voie maritime qui contournait la péninsule du Yucatán devint très importante à l'Époque postclassique et assura la prospérité de centres tels que Tulum. Ce commerce à longue distance, qui concernait certains produits de consommation et des produits de prestige, se faisait en fonction de facteurs écologiques entre les Hautes-Terres et les Basses-Terres. Les différents peuples mayas entretenaient de nombreuses relations commerciales entre eux mais également avec des cités lointaines.

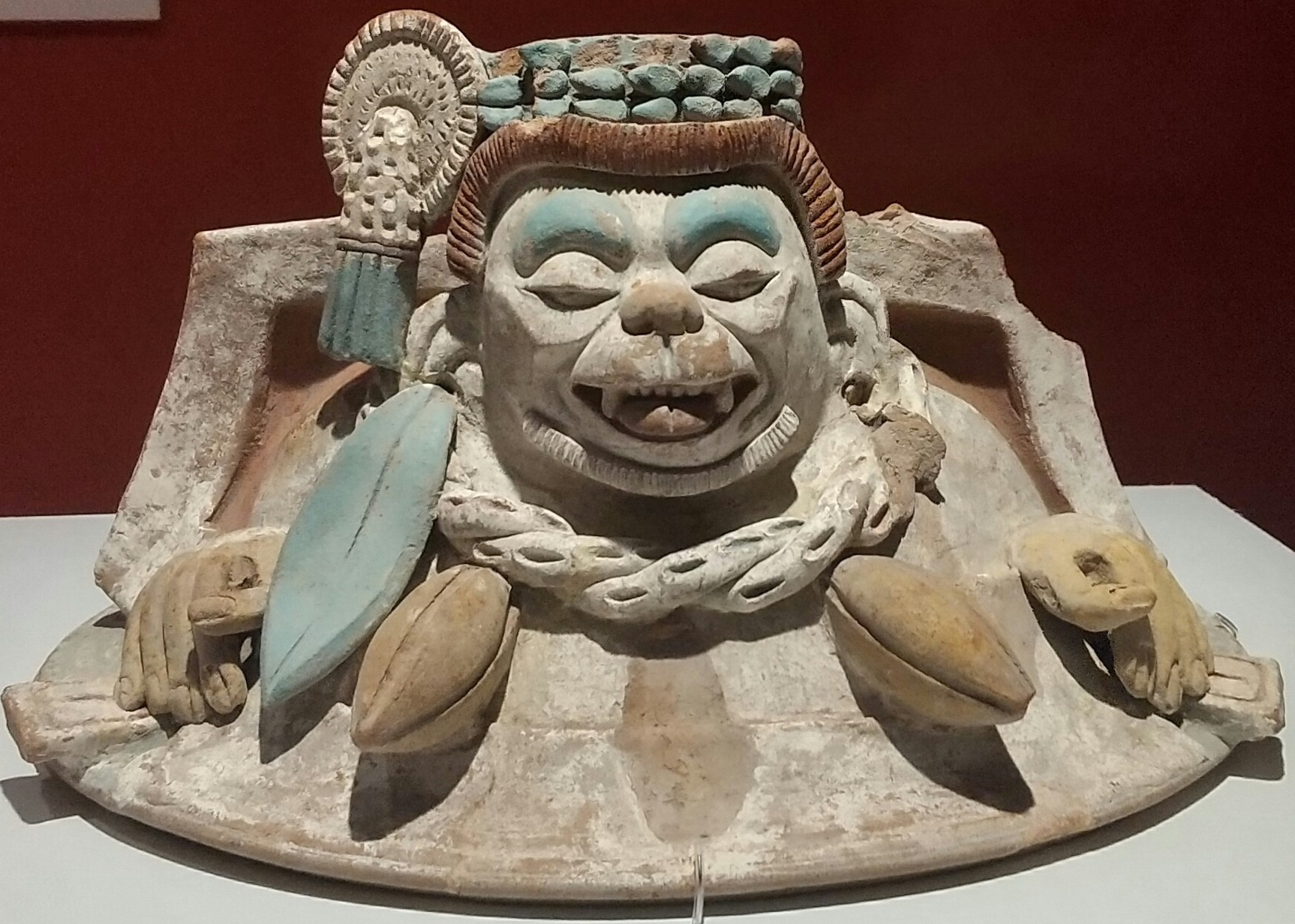
Dieu singe et cacao, céramique Maya, 600-950 ap. J.-C..

Les fèves de cacao et les clochettes en cuivre servaient de monnaie d’échange ; le cuivre était aussi utilisé à des fins décoratives, comme l’or, l’argent, le jade, les coquillages et les plumes de quetzal.

## Guerres
Le déchiffrement des hiéroglyphes a permis d'établir que, dans une société politiquement morcelée en cités-États, les souverains étaient continuellement en compétition pour des raisons économiques (pour le contrôle d'une route commerciale ou l'extraction de tribut, par exemple) ou de simple prestige (comme lors de l'inauguration d'un nouveau souverain). La situation échappa au contrôle des dirigeants à la fin du VIIIe siècle et la guerre devint endémique. La région du Petexbatún devint alors, selon les termes d'Arthur Demarest, le « pays de la peur ». Toutes les Basses-Terres mayas du sud sombrèrent ensuite peu à peu dans la violence.
À l'époque postclassique, la société maya des Basses-Terres du nord se militarisa et on assista à l'émergence d'une classe de guerriers, dont les « atlantes » en armes du Temple des Guerriers à Chichen Itza constituent une représentation emblématique. Dans les Hautes-Terres mayas, des royaumes guerriers et expansionnistes, tels que ceux des K'iche et des Cakchiquel (groupe ethnique), s'affrontèrent au postclassique récent jusqu'à l'arrivée des Espagnols au XVIe siècle.

## Culture

### Architecture

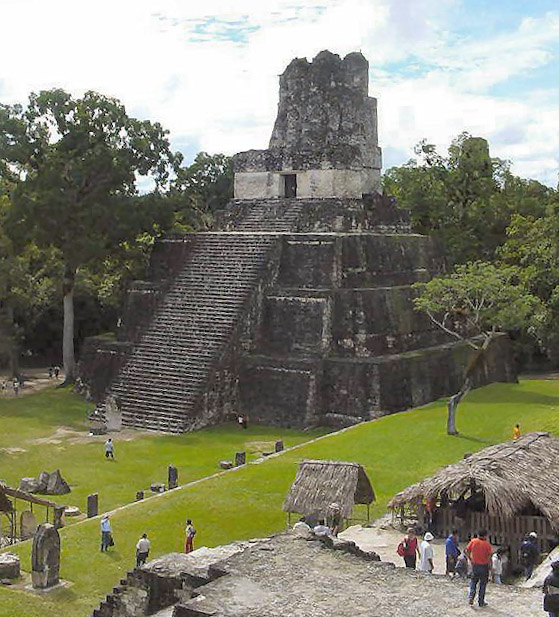
Temple de Tikal.

La forme la plus emblématique de l'architecture maya est la pyramide à degrés. Le peuple maya aurait adopté l'architecture verticale pour se rapprocher de ses dieux.
L'apogée de la culture maya a coïncidé avec l'émergence de grandes cités, centres de pouvoir religieux, commercial et politique, comme Chichen Itza, Tikal et Uxmal. L'observation du style de l'architecture maya est une des clés pour comprendre cette civilisation.

#### Les villes
Les villes mayas se déploient sur tous types de terrains des plaines du nord du Yucatan aux collines de l’Usumacinta. La péninsule du Yucatan, où rayonna la civilisation maya, est un bas plateau calcaire qui ne s'élève guère au-dessus du niveau de la mer, couvert d'une forêt dense. Sous ce climat tropical, la végétation envahit les pierres et masque les constructions.
Au cœur de la cité maya se trouvent de larges places où se concentrent les bâtiments officiels, temples, acropole royale, terrains de jeu de balle, etc. Une attention particulière est portée à l'orientation des temples et des observatoires afin de respecter la cosmogonie maya. Dans un deuxième cercle autour de ce centre rituel se concentrent les demeures des nobles, les temples mineurs. Enfin, en dehors de ce centre urbain se déploient les modestes maisons du peuple.
L’architecture classique maya peut se résumer en une division de l’espace en deux : un espace public monumental, urbanisé et un espace privé relégué au second plan. C’est seulement à la fin de l’ère post classique que les cités se fortifient, détruisant les larges places de l’ère classique.

#### Les matériaux
Un des aspects de la culture maya est sa capacité à construire d’immenses ouvrages à l’aide de techniques rudimentaires, avec des outils en os, bois, pierre et notamment en obsidienne, mais sans métaux, ni animaux de trait ou de portage, ni roue, ni poulies. L’architecture et les constructions de routes, de canaux d’adduction d’eau, de bâtiments et de monuments mayas exigeaient une main d’œuvre très abondante.
Les transports de matériaux ont généralement été effectués à dos d’homme, ce qui implique une société fortement organisée et hiérarchisée, reposant sur l’exploitation massive de travailleurs soumis à de lourdes corvées en nature. On s’est demandé pourquoi les Mayas n’utilisaient pas la roue, alors que les enfants jouaient avec des cerceaux, que divers jeux consistaient à faire passer une balle à travers un cercle et que plus d’une centaine d’objets en terre cuite munis de roues montées sur des axes ont été trouvés dans l’aire Maya, notamment à Tres Zapotes (200 à 900 après J.-C.), et considérés comme des jouets. Il semble que le substrat calcaire crevassé, l’épaisse végétation et les ponts en cordes fassent partie de la réponse.
La méthode des constructions des grands bâtiments, reposant sur l’accumulation massive de matériaux, est peu économe de ressources et de main d’œuvre. Les pierres des anciens bâtiments n’étaient pas récupérées pour les nouveaux : les architectes ajoutaient une « couche » sur l’ancien bâtiment à chaque génération de construction, en fonction d’évènements politique, religieux et/ou calendaires.
Toutes les pierres des bâtiments mayas semblent provenir de carrières situées à proximité. Le matériau le plus utilisé était le calcaire, qui peut être facilement taillé avec des outils en pierre. Le mortier est lui aussi à base de calcaire pilé, brûlé et mélangé à de la sève de deux arbres locaux, lui apportant des propriétés similaire au ciment avec une résistance importante au choc et à l'eau . Les progrès dans la taille des pierres réduiront l’utilisation de ce mortier, les pierres s’emboîtant parfaitement.
On note également l'apparition de la céramique à pâte fine sur des sites comme Seibal et Altar de Sacrificios à la fin du VIIIe siècle, dont l'introduction témoigne d'une influence sur la culture maya, et a servi à appuyer la thèse d'invasions étrangères qui pourraient être à l'origine de l'état de guerre qui a anéanti la civilisation classique.

#### Les techniques de construction

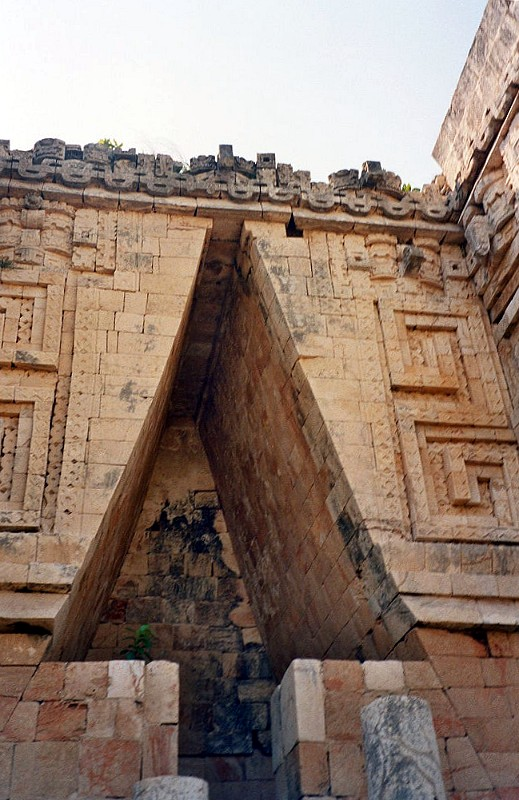
Voûte en encorbellement du palais d'Uxmal.

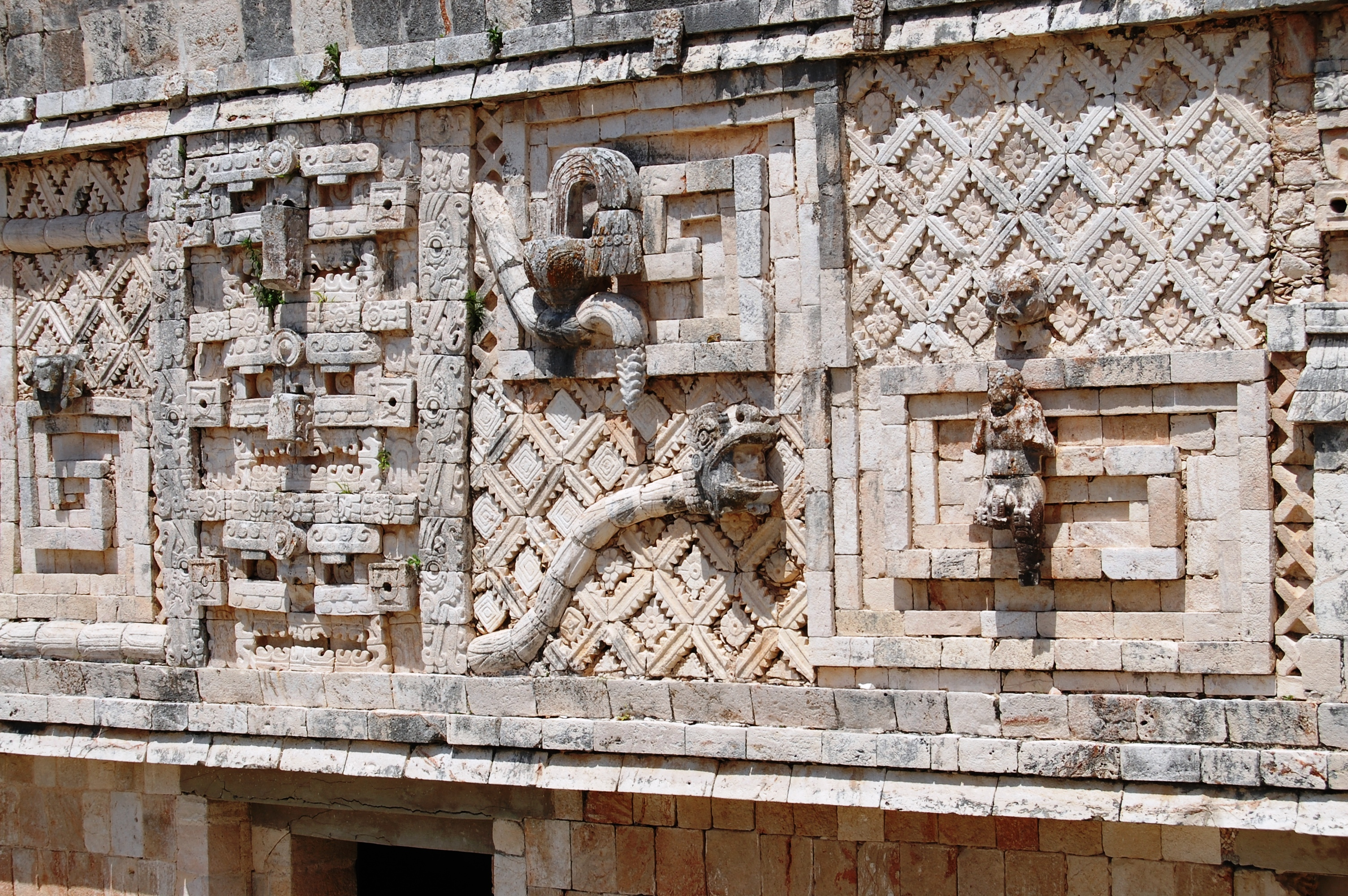
Détail du Quadrilatère des Nonnes d'Uxmal.

La plupart des bâtiments en pierre reposent sur une chape dont la hauteur varie de moins d'un mètre pour les petites structures, à plus de 45 m pour les grands temples et les pyramides. Sur au moins un côté se trouve une volée de marches, souvent très raide.
Cette chape était constituée d’une série de cellules délimitées par des murs. L’espace créé par ces cellules était ensuite rempli de gravier.
Les surfaces étaient recouvertes de plâtre par souci d’uniformité. Le plâtre était produit en brûlant la pierre calcaire en poudre qui était ensuite mélangée avec du sable calcaire (sascab) et de la résine d’arbre (holol) pour la plasticité.
Enfin, les surfaces étaient peintes avec des pigments minéraux et organiques dont l’hématite et l’indigo qui servaient à produire les deux principales couleurs : rouge et bleu. Le célèbre bleu maya était ainsi constitué d’indigo, d’azurite (minéral) et d’argile palygorskite.
L’architecture maya se caractérise par l’emploi généralisé du mortier dans les constructions. En effet, ne connaissant pas la technique de la voûte (assemblage de blocs en équilibre répartissant la poussée gravitationnelle sur les murs adjacents ou des piliers), leurs possibilités de créer des espaces couverts étaient très réduites. L’usage de colonnes et d’architraves n’a d’ailleurs été constaté qu’en de rares occasions apparemment involontaires. Dépourvus de ces moyens élémentaires, les Mayas ont ainsi systématiquement employé le mortier, avec toutes les conséquences que cela implique : des murs très épais afin de soutenir un plafond excessivement lourd, et un espace intérieur exigu. Les longues galeries des palais de Palenque ou d’Uxmal montrent l’utilisation d’une sorte de voûte en encorbellement, dite « fausse voûte » car précisément elle n’en est pas une. Chaque strate de blocs ajoutée gagne peu à peu sur le vide, à la manière des maisons européennes médiévales où chaque étage supplémentaire s'avançait un peu plus sur la rue en contrebas. Dans le cas des bâtiments mayas, il suffisait que les encorbellements s'élèvent à partir de deux murs opposés séparés par une faible distance pour qu’ils finissent par se rejoindre, formant alors une « fausse voûte ». Afin de faire tenir l'ensemble, le mortier était indispensable, l’encorbellement étant voué à s’effondrer s’il dépasse une limite imposée par la gravité.
Vu de l'extérieur, l’épaisseur du plafond était supérieure ou égale à la hauteur de la galerie intérieure, donnant à l’édifice une lourdeur énorme. Les Mayas en ont profité pour donner libre cours à leurs talents artistiques : les façades hautes et presque aveugles leur en laissaient largement les moyens. Divers stratagèmes ont donc été employés pour limiter l’aspect pesant des bâtiments. Frises géométriques, colonnettes verticales ou encore sculptures plus ou moins élaborées se sont développées pour atteindre leur apogée à l’ère post-classique. Le style puuc au Yucatan en est le meilleur exemple (Uxmal, Labná, Kabah, Sayil, etc.)

#### Bâtiments remarquables

##### Plates-formes cérémonielles
Ces plateformes de calcaires de moins de quatre mètres de haut étaient utilisées pour les cérémonies officielles et les rites religieux.

##### Palais

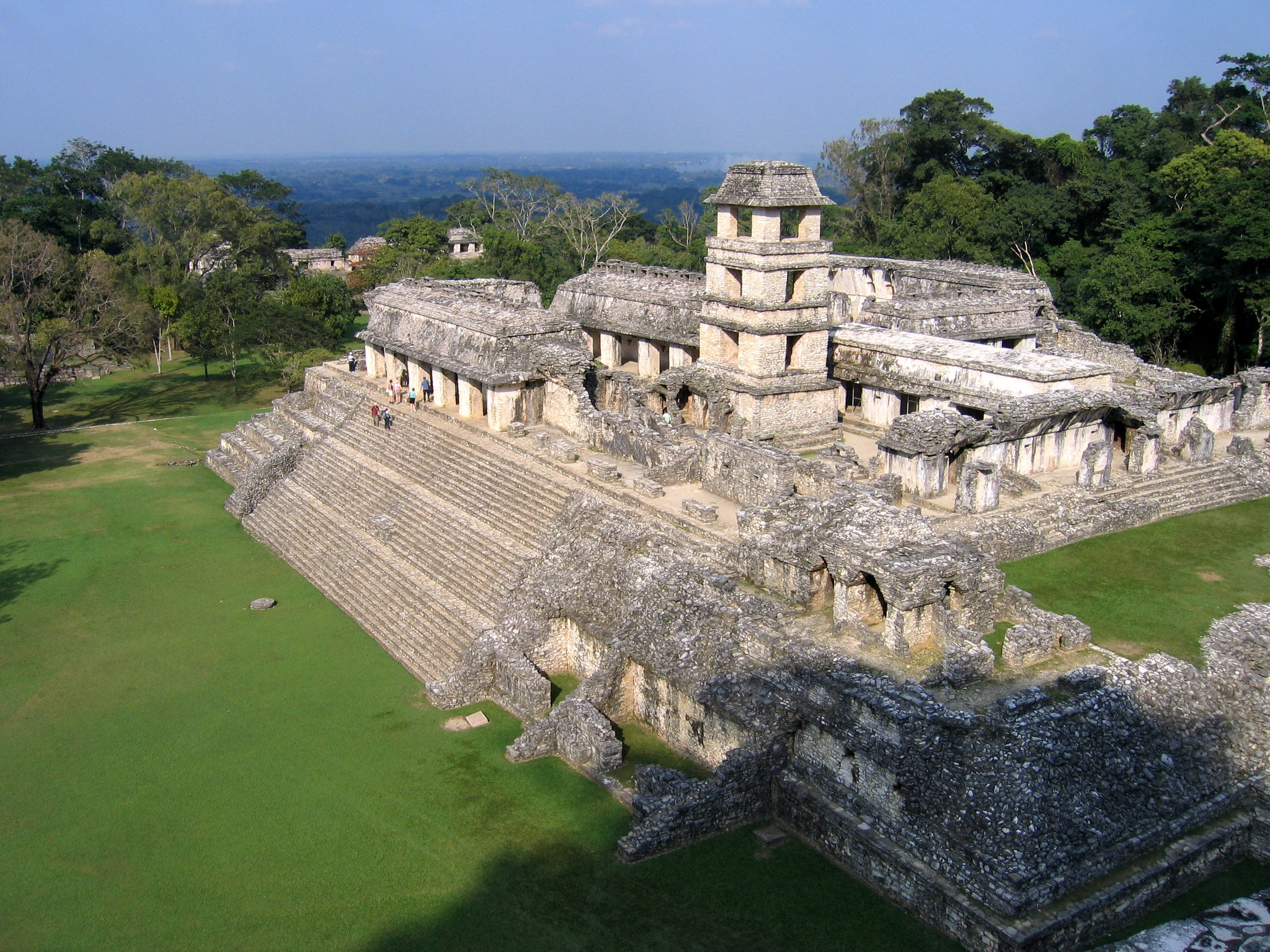
Palais de Palenque.

Immenses et très décorés, les palais se trouvent au centre de la cité, ils abritent l’élite de la population.
Ceux qui sont particulièrement grands, ou qui comportent différents niveaux, étaient peut-être utilisés comme acropole. Néanmoins la plupart ne comportent qu’un niveau, de petites pièces et sont richement décorés, ce qui renforce l’hypothèse de leur utilisation comme habitations.
Il semble aussi que ces palais étaient utilisés comme tombes.

##### Groupe en E
L’utilité de cette structure courante dans les cités mayas reste un mystère. Sur le côté ouest de la place centrale se trouve une pyramide, qui fait face à trois petits temples d’où le nom de Groupes en E.
Certains pensent que ces structures sont des observatoires car depuis la pyramide, le soleil apparaît dans l’alignement exact des petits temples lors des solstices et des équinoxes. D’autres avancent qu’ils représentent l’histoire de la création du monde illustrée par les sculptures et les dessins qui ornent ces structures.
Quelques exemples célèbres : la structure E-VII à Uaxactun et le groupe du complexe du Monde perdu à Tikal.

##### Pyramides et temples

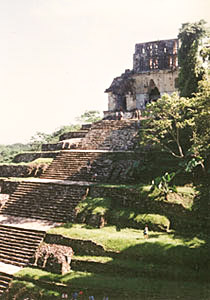
Temple de la Croix Palenque.

Les pyramides sont probablement l’élément visuel le plus connu de la civilisation maya. Les installations cérémoniales dans les villes mayas, c’est-à-dire les places, les pyramides et les palais, étaient conçus de façon à reproduire, à un niveau symbolique, le paysage sacré tel qu’il existait au moment de sa création par les dieux. Les pyramides représentaient les montagnes. C'est depuis ces endroits que les rois, usaient de transes et de rites pour accéder au monde surnaturel qui leur permettait de converser avec les dieux. Les pyramides abritaient également des tombes, souvent royales. La plus célèbre est celle de K'inich Janaab' Pakal I sous le Temple des inscriptions de Palenque.
Les temples-pyramides s’inscrivaient dans une longue tradition culturelle en Mésoamérique. Les Olmèques érigeaient déjà des montagnes artificielles. Les Mayas ont innové en ajoutant à la pyramide et au temple des façades taillées et peintes qui exprimaient des messages politiques et religieux. En fait, ils recouvraient toute la pyramide de plâtre (stuc), puis ils peignaient le tout en rouge ou d’une autre couleur vive. La Structure Rosalila à Copán en est un superbe exemple.

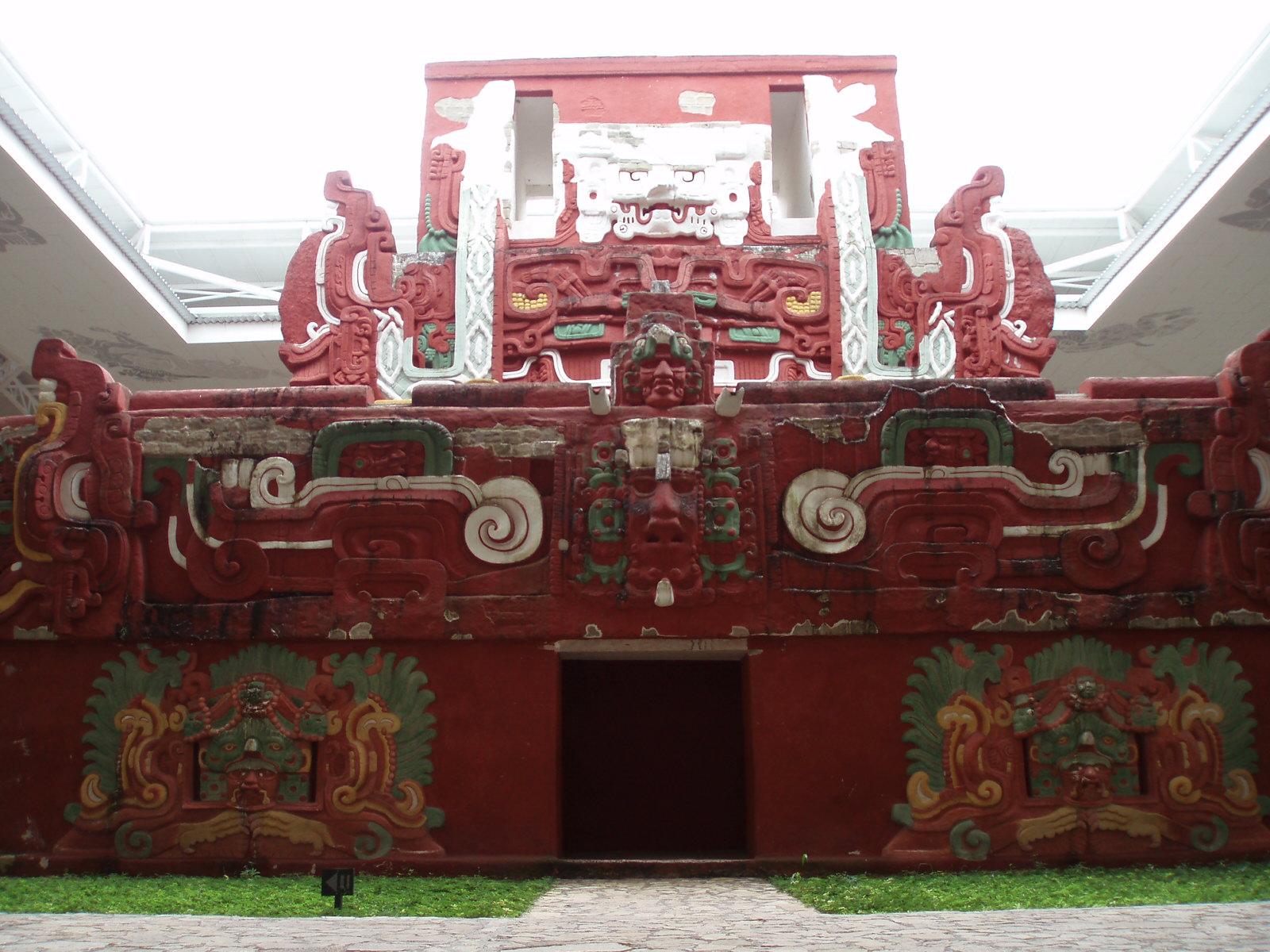
Réplique du temple Rosalila (musée de sculpture maya de Copán).

La naissance des pyramides de Mésoamérique n'a donc rien à voir avec les pyramides d'Égypte. À l'argument géographique (plus de 13 000 kilomètres) s'ajoute l'argument temporel (plus de 3 500 ans). En effet les pyramides mayas sont apparues au cours du Ier millénaire avant notre ère, à la fin du préclassique moyen (Nakbe), tandis que les tombeaux égyptiens ont été bâtis dès le début du IIIe millénaire avant notre ère. Leur fonction est totalement différente. Les pyramides mayas sont avant tout l’assemblage de deux structures superposées : un socle monumental, le « corps » de l’édifice, et le temple, dont l’importance est prédominante. Le socle n’a pour fonction que de rehausser le temple, de montrer que le dieu est supérieur à la population, qu’il s’élève au-dessus du commun des mortels. Il n’a, en lui-même, quasiment aucune symbolique. L’appellation de pyramide est ainsi erronée.
Certains objectent pourtant que des tombes ont été aménagées sous ces temples, leur donnant une vocation funéraire. Toutefois, même s’il s’agit effectivement d’une pratique courante chez les Mayas, on ne peut ici non plus faire un parallèle avec l’Égypte. Comme dit précédemment, la pyramide mésoaméricaine a une fonction éminemment cultuelle. En se faisant inhumer sous l’édifice, les souverains entendaient simplement que le culte rendu dans le temple supérieur leur soit profitable : après leur mort, le temple constituerait une sorte de mémorial, entretenant leur souvenir.

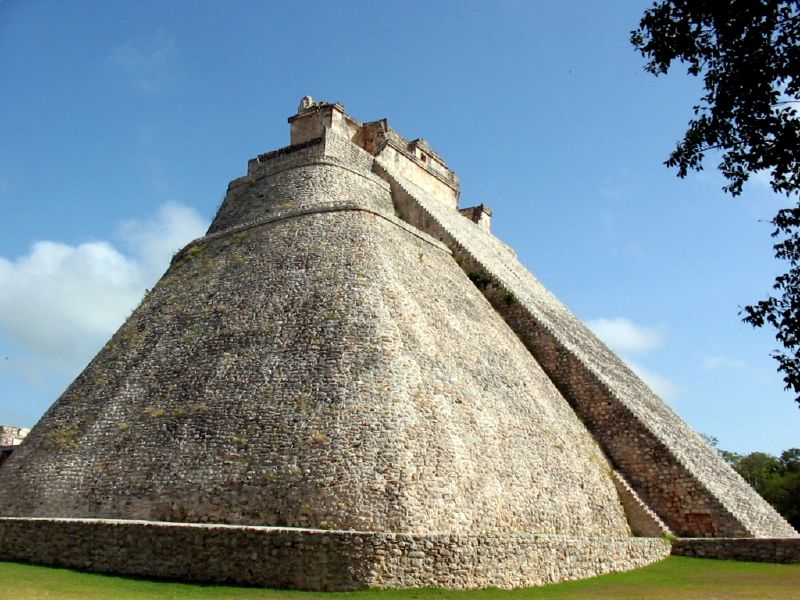
Le temple du Devin d'Uxmal.

##### Observatoires
Astronomes méticuleux, les Mayas suivaient avec précision les évolutions d'objets célestes, plus particulièrement de la Lune et de Vénus. Beaucoup de temples sont orientés par rapport à ces astres.
Les temples ronds dédiés à la divinité Kukulkan sont souvent décrits comme les observatoires des Mayas, bien qu’il n’y ait pas d'indice qu’ils aient été utilisés à ce seul effet.

##### Terrains de jeu de balle

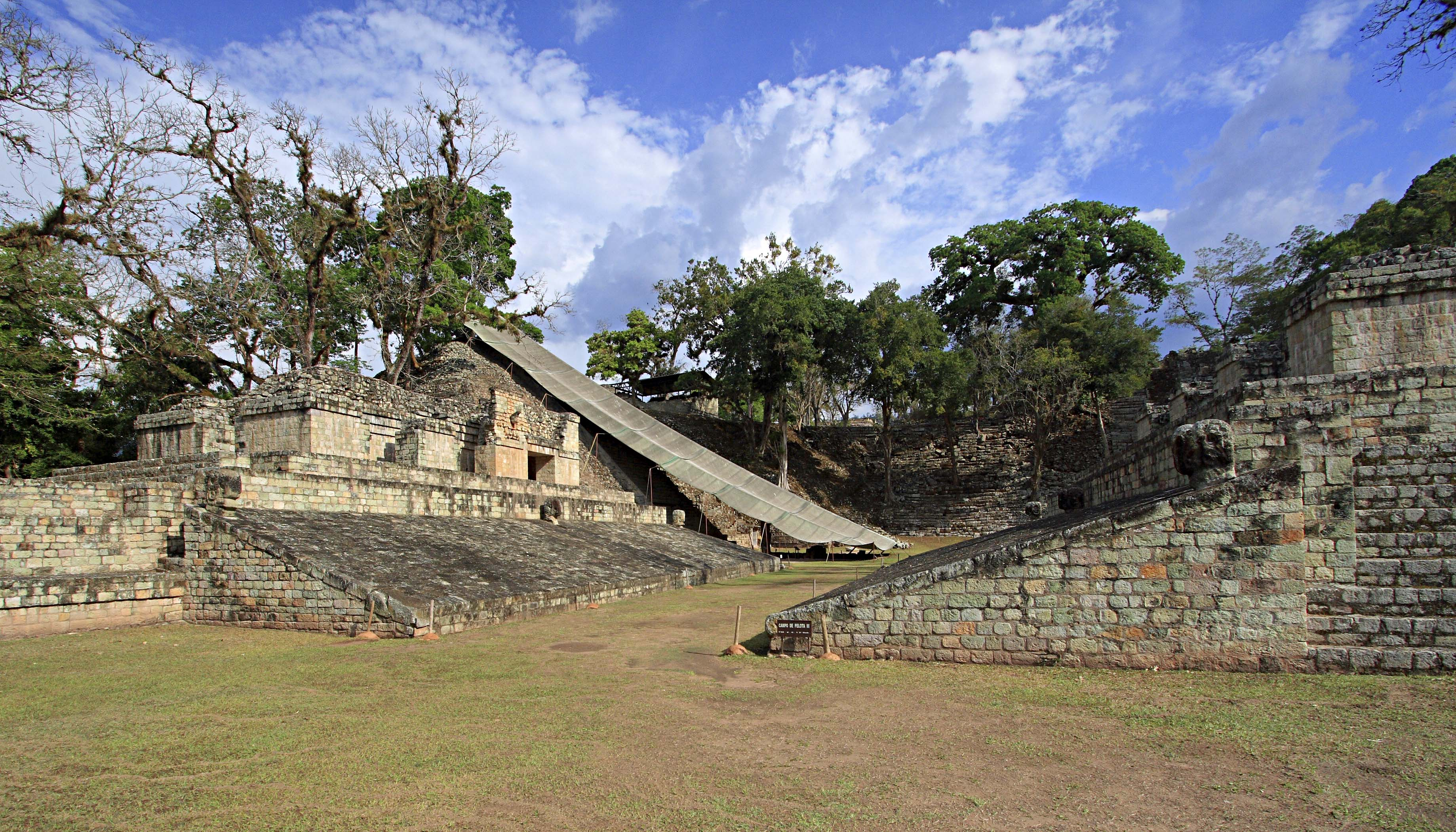
Terrain de jeu de balle de Copán.

Le jeu de balle que l’on trouve sur différents sites archéologiques était un élément important de la culture maya. Il s’appelait le Pok-ta-Pok.
Le terrain est délimité par deux terrasses sauf aux extrémités, il a la forme d'un I majuscule dont les grands côtés sont composés de murs inclinés. En haut de chaque mur, sur chaque plateforme se trouvait le public. Le terrain représente l’Univers, et la balle, le Soleil.
Les parties se déroulaient en fonction du calendrier astronomique maya, afin d’y implorer et de satisfaire les dieux par des sacrifices humains.
En son centre, sur chacun des deux côtés trônent deux immenses anneaux de pierre à cinq mètres de hauteur dans lesquels la balle de caoutchouc nommée Kik devait passer.
Chaque équipe de deux à douze joueurs devait se renvoyer la balle par l’anneau de pierre en employant selon les régions : les hanches, coudes, genoux ou parfois les parties extérieures de la main et sans laisser tomber la balle par terre. Les déplacements de la balle qui monte et retombe au cours du jeu, miment la course du Soleil.
La balle faite de latex avait une grosseur d’environ quinze à vingt centimètres de diamètre ; son poids et sa dureté devaient donc faire très mal lors des chocs avec les différentes parties du corps des joueurs.

### Art

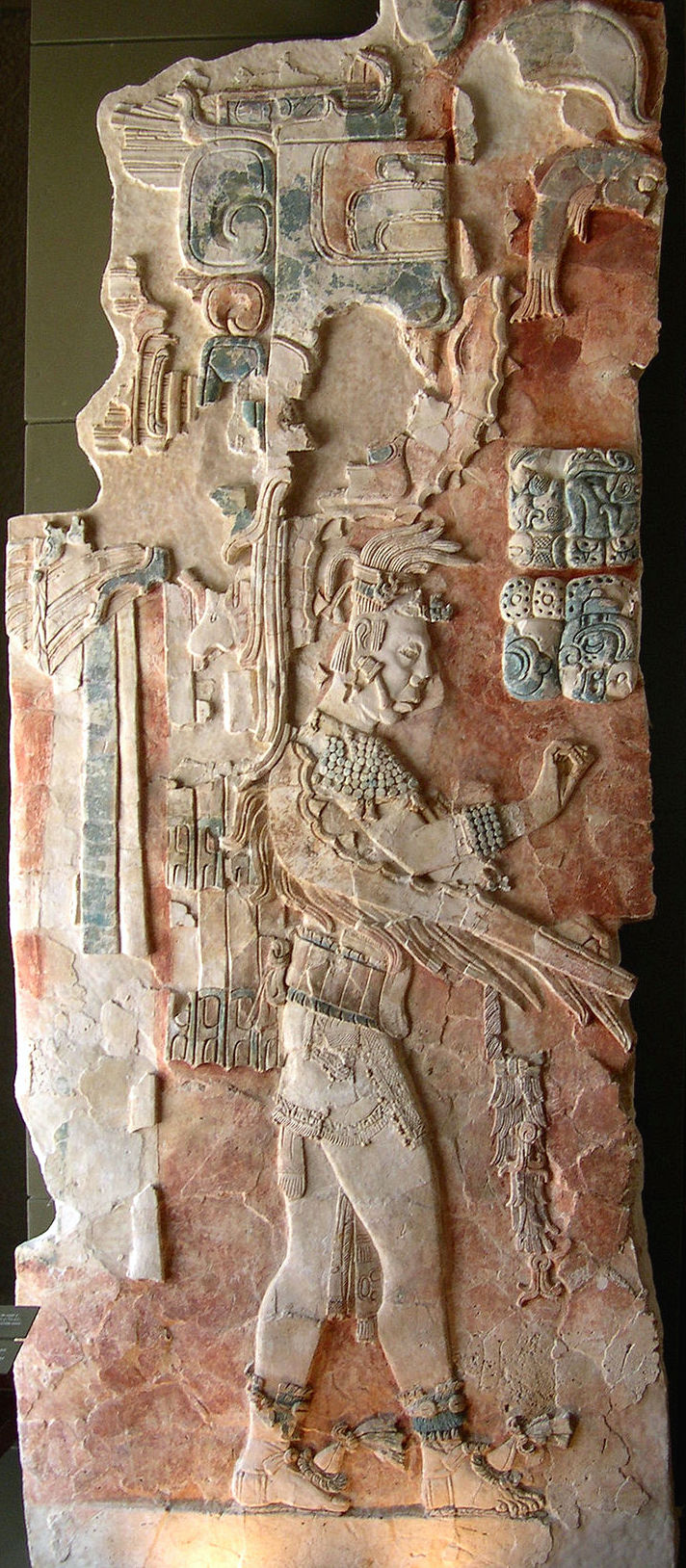
Bas relief en stuc du musée de Palenque.

L’art maya de la période classique (200-900) est considéré par beaucoup comme l'un des plus beaux et des plus fins de l'Amérique précolombienne. On a d'ailleurs souvent qualifié les Mayas de Grecs du Nouveau Monde, tant était grande leur maîtrise dans le domaine esthétique. Dans l'art de la fresque, les Mayas étaient passés maîtres dès le IIIe siècle. Les bas-reliefs de Palenque et la statuaire de Copán sont particulièrement gracieux et dénotent un sens de l’observation du corps humain très précis. Malheureusement, le climat a dégradé ces représentations. En revanche, les peintures qui ornent les objets funéraires sont assez bien conservées. Ennemis les plus dangereux des archéologues : les pilleurs de tombes. Certains trafiquants disposent de moyens considérables pour organiser des razzias systématiques.

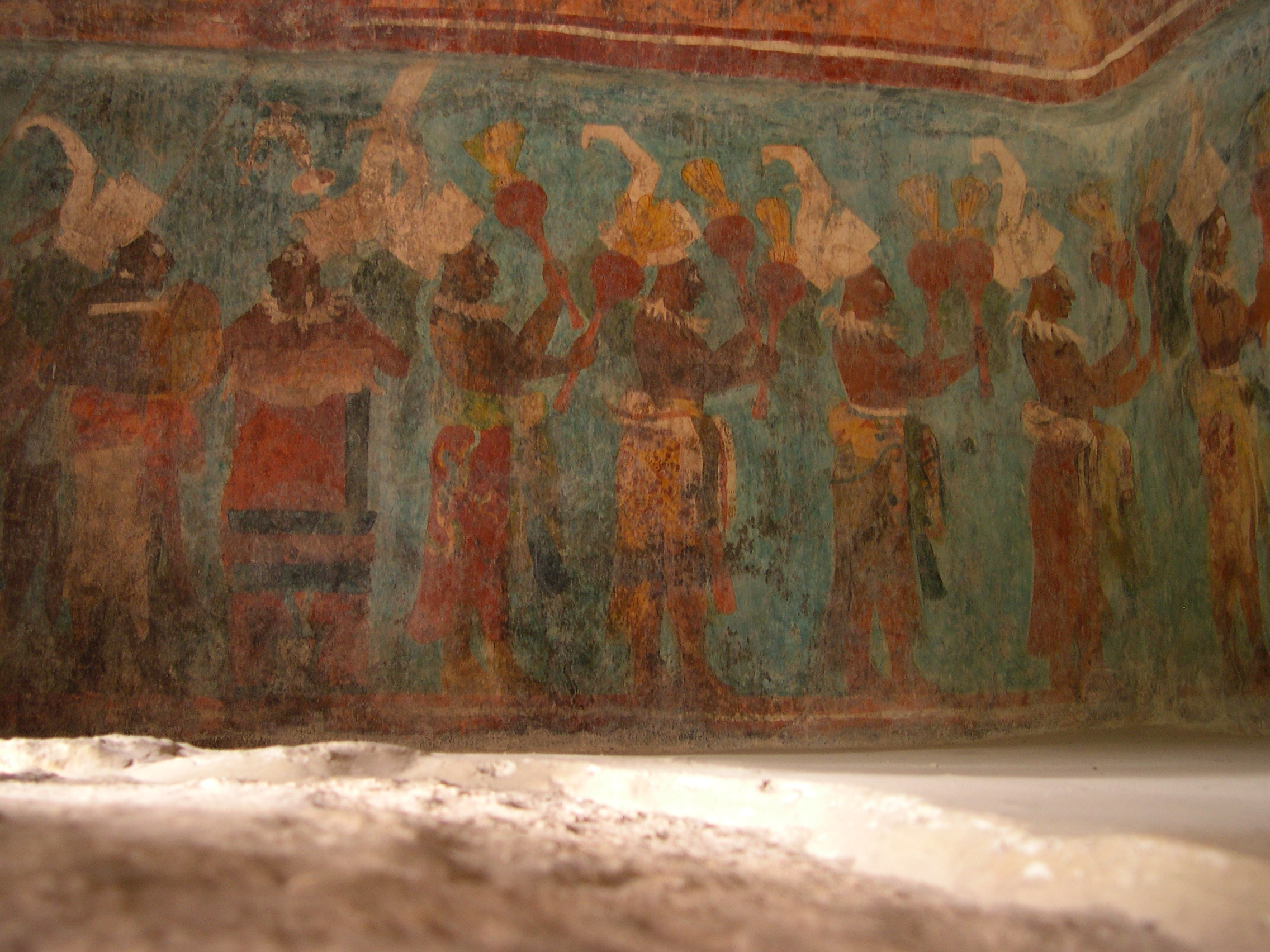
Fresque murale à Bonampak.

Les premiers archéologues à travailler sur les civilisations mésoaméricaines en furent particulièrement marqués, aussi qualifièrent-ils cette ère de classique. Il ne reste que quelques traces des peintures de l’ère classique maya, dont la majorité est constituée de poteries funéraires et autres céramiques mayas. Un bâtiment de Bonampak porte d’anciennes peintures murales qui ont par chance survécu. Le déchiffrement de l’écriture maya nous a appris que les Mayas furent l’une des rares civilisations mésoaméricaines où les artistes signaient leurs œuvres de leur nom.
Loin d'avoir livré tous ses secrets, la civilisation maya a légué une quantité d'objets, qu'il s'agisse d'ornements sacrés réservés au culte (masques cérémoniels, couteaux de sacrifice et insignes des fonctions sacerdotales) ou de bijoux, de parures de jade ou encore de pierres sculptées comme des stèles couvertes de glyphes aujourd'hui largement déchiffrés.

### Écriture et littérature

#### Système d'écriture

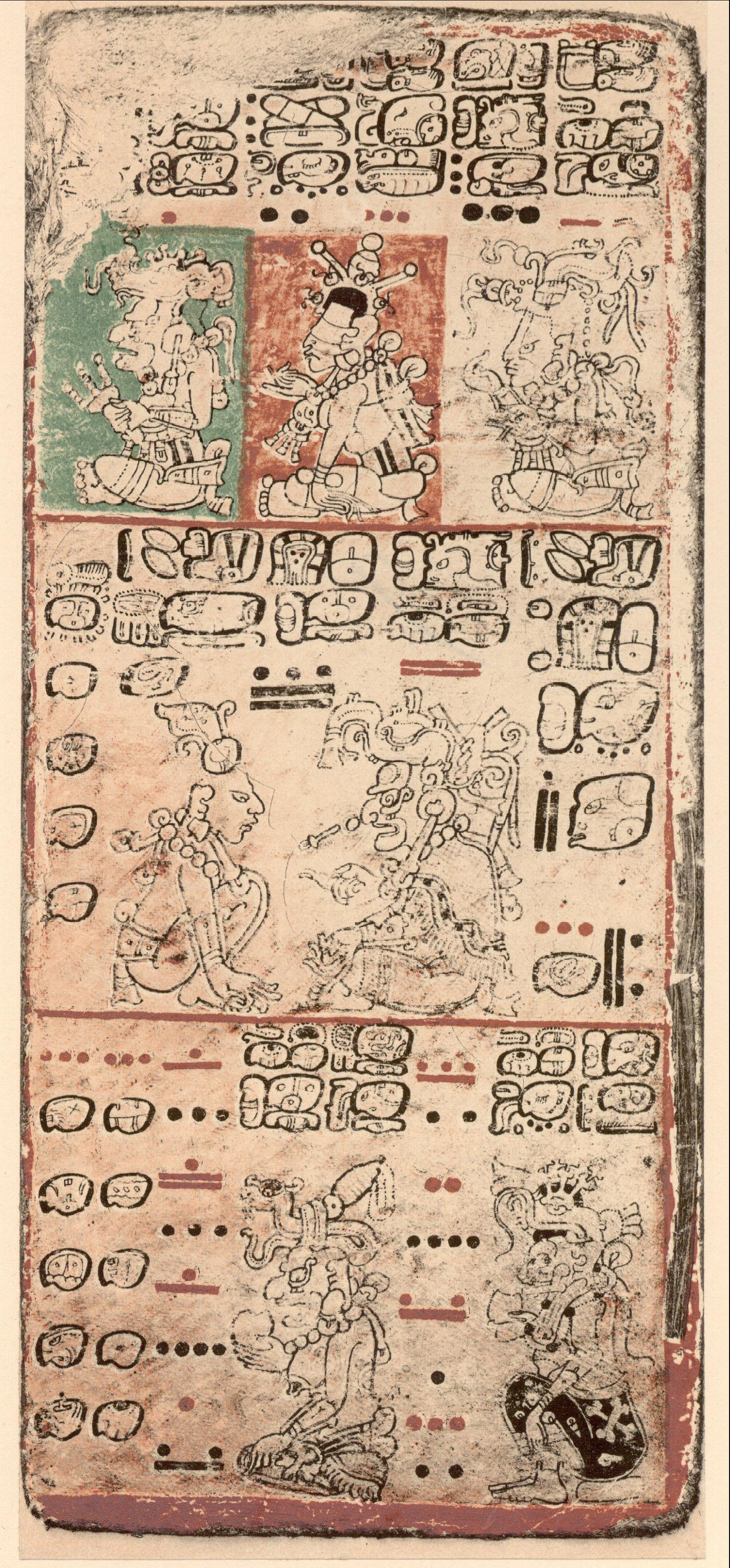
Calendrier maya sur le Codex Dresden, l’un des rares à avoir survécu à la conquête espagnole.

L’écriture maya apparaîtrait vers 300 av. J.-C. Puis son usage fut interdit au XVIe siècle par les conquérants espagnols. La signification des abondantes inscriptions sur les bâtiments précolombiens fut ainsi oubliée jusqu'à la fin du XXe siècle. Longtemps les archéologues ne purent qu'y voir des analogies avec les hiéroglyphes de l'Égypte antique. Mais au début du XXIe siècle, l’écriture maya est à nouveau comprise à près de 80 %. Et des locuteurs mayas peuvent l'enseigner aux enfants afin qu'ils s'approprient leur histoire, au même titre qu'on apprend le grec et le latin en classe en Europe.
Le système d'écriture maya n'est pas alphabétique. Il utilise environ 800 signes, appelés glyphes, distincts. À en juger par les documents dont nous disposons, ce système évolua assez rapidement d’une forme logographique – où un glyphe représente un mot – à une forme mixte logographique et syllabique.

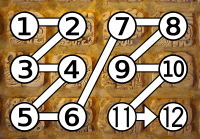
Ordre de lecture d'un texte maya.

Chaque glyphe représente donc soit un mot soit une syllabe. Un même mot peut être écrit soit avec un logogramme, soit sous forme syllabique, soit les deux en même temps. De plus, une même syllabe peut être représentée de plusieurs façons : parfois plus de dix glyphes pour une seule syllabe et avec des tracés divers. On suppose la recherche de représentations variées, de sens précis, ou le besoin de signifier de nombreux concepts empreints de symbolisme.
Plusieurs glyphes se combinent pour former un bloc d'aspect carré, qui se lit de gauche à droite, et de haut en bas, en général. Pour écrire un long texte, les blocs glyphiques sont disposés deux par deux et en colonnes. Et eux aussi se lisent de gauche à droite, et de haut en bas.
Comme dans d'autres cultures écrites, des textes accompagnent souvent des représentations. Mais une particularité de l'écriture maya est qu'elle entre dans la composition des scènes dessinées. Ainsi, un panneau du temple de Kan Balam à Palenque représente le roi célébrant une cérémonie, debout au sommet d'une montagne. Mais le paysage n'est pas représenté de façon réaliste. Le sommet est symbolisé par un bloc stylisé signifiant le dieu de la montagne. Et du maïs en jaillit. Les yeux du dieu sont deux blocs glyphiques signifiant colline du maïs vert. L'expression graphique maya demande une inventivité inhabituelle pour des épigraphistes.

#### Matériel
Les inscriptions étaient soit gravées dans la pierre ou le bois, sur des monuments et des œuvres architecturales, soit peints sur du papier, des murs de plâtre ou des objets en céramique. Le papier constituant les rares codex qui nous sont parvenus était fait de longues bandes de fibre végétale recouvertes de chaux et pliées en accordéon.
Les Mayas écrivaient avec des pinceaux faits en poils et plumes d’animaux. Ils utilisaient de l’encre noire et rouge, d’où le nom donné au territoire maya par les Aztèques : « Le pays du rouge et noir ».

#### Scribes
Les scribes avaient une position sociale très importante, les fresques montrent souvent les puissants avec du matériel d’écriture.

### Religion

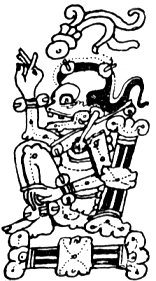
Le dieu de la mort dans le codex de Dresde.

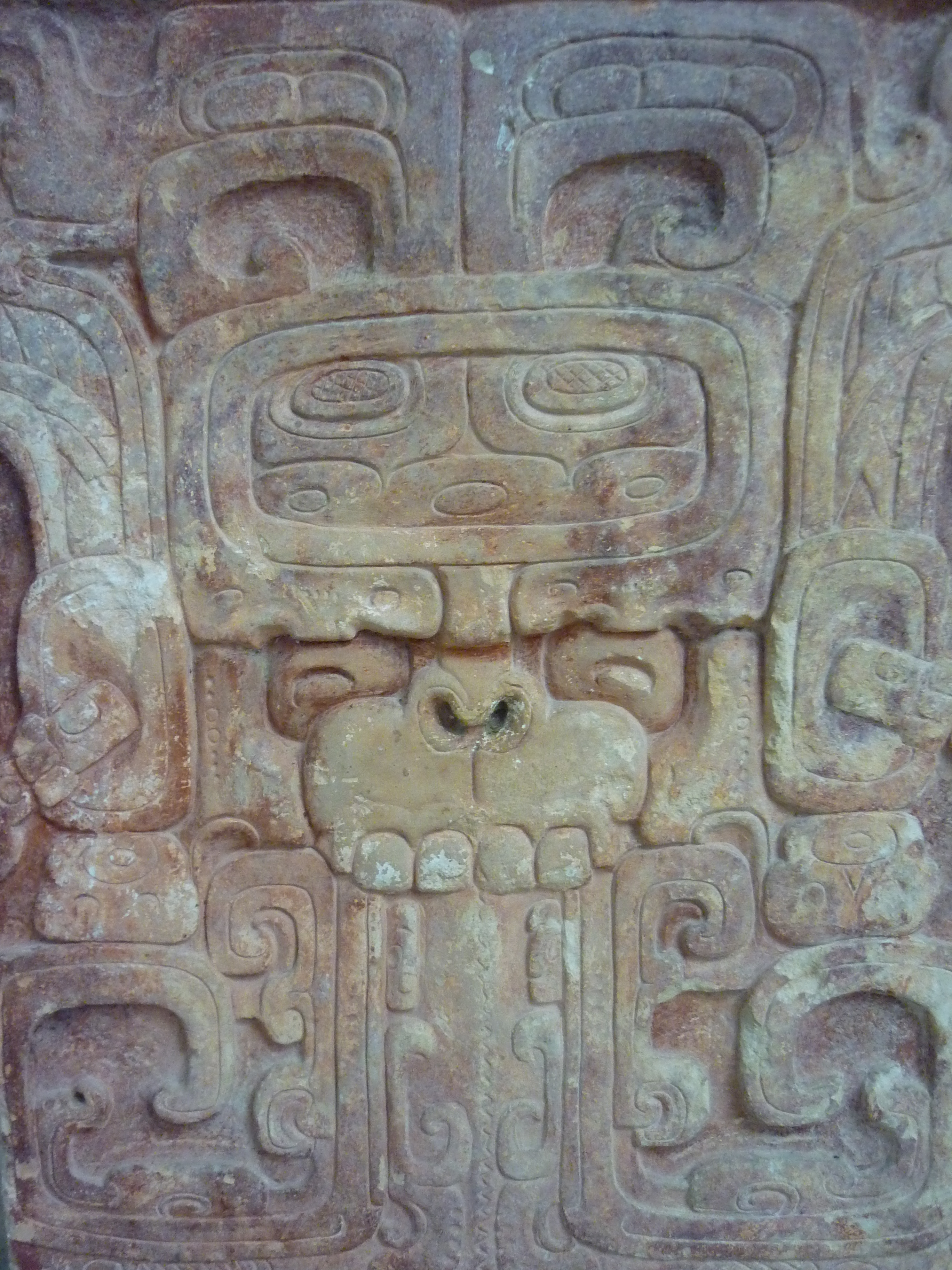
Masque du Dieu du soleil, situé à Pomona, Tabasco.

Le principal centre religieux du monde maya était Chichén Itzá. Les Mayas étaient polythéistes.
Les Mayas croyaient en la récurrence des cycles de la création et de la destruction. Les rituels et les cérémonies étaient étroitement reliés à ces multiples cycles terrestres et célestes. Le rôle du prêtre maya était d'interpréter ces cycles et de prophétiser les temps passés et à venir. Si des temps sombres étaient prévus, il fallait faire des sacrifices pour apaiser les Dieux. Pour suivre ces cycles ils utilisaient plusieurs calendriers : un calendrier sacré, le plus important de 260 jours, appelé calendrier Tzolk'in ; un calendrier de 365 jours fondé sur l'année solaire (les Mayas ont mesuré la durée de l'année solaire, l'estimant à 365,2420 jours, alors que pour les astronomes modernes elle est de 365,2422 jours. Soit une différence de seulement 17 secondes. Or les Mayas étaient incapables de connaître l'heure, la minute ou la seconde), le calendrier haab; un calendrier lunaire; un calendrier fondé sur Vénus ainsi qu'un système unique en Mésoamérique, appelé le compte long de l'Époque classique.
Si la religion maya reste encore obscure, on sait néanmoins qu'elle considérait le cosmos comme composé de trois entités différentes : le monde inférieur, la terre et le ciel.
Le ciel était composé de treize strates, chacune ayant sa propre divinité. Au niveau le plus élevé se trouvait l’oiseau muan.
Le monde souterrain comportait neuf strates sur lesquelles régnaient neuf « Seigneurs de la Nuit ». Le monde souterrain était un endroit froid et inhospitalier auquel étaient destinés la plupart des Mayas après leur mort. Lorsque les rois mouraient, ils empruntaient le chemin lié au mouvement cosmique du soleil et tombaient dans le Monde inférieur, mais parce qu’ils possédaient des pouvoirs surnaturels ils renaissaient dans le Monde céleste et devenaient des dieux. Cet univers souterrain accueillait aussi chaque soir les corps célestes comme le Soleil, la Lune et Vénus, une fois franchi le seuil de l’horizon.
Le panthéon maya renferme un nombre incalculable de divinités. Cette prolifération s’explique en partie par le fait que chacune des divinités se présente sous des aspects multiples. Certaines ont plus d’un sexe, d’autres peuvent être à la fois jeunes et âgées. Chaque dieu représentant un corps céleste possédait dans le monde souterrain un visage différent qui se révélait chaque soir à sa « mort ».
Les Mayas voyaient la Terre comme une forme plate et carrée. Chacun de ses quatre angles était situé à un point cardinal et était représenté par une couleur : le rouge à l’est, le blanc au nord, le noir à l’ouest et le jaune au sud. Le centre était vert.
Certains Mayas croyaient aussi que le ciel était stratifié et que chacun de ses quatre angles était soutenu par une divinité d’une musculature impressionnante appelée Bacab. Pour d’autres, le ciel était soutenu par quatre arbres de couleurs et d’espèces différentes, et le ceiba vert, ou liard, se dressait au centre.
Pour les Mayas, la forme aplatie de la Terre représentait le dos d’un crocodile géant reposant dans un bassin rempli de nénuphars. Dans le ciel, le pendant du crocodile était un serpent bicéphale, une notion sans doute attribuable au fait que le vocable maya désignant le ciel ressemble au mot serpent.

#### Le sang et les sacrifices

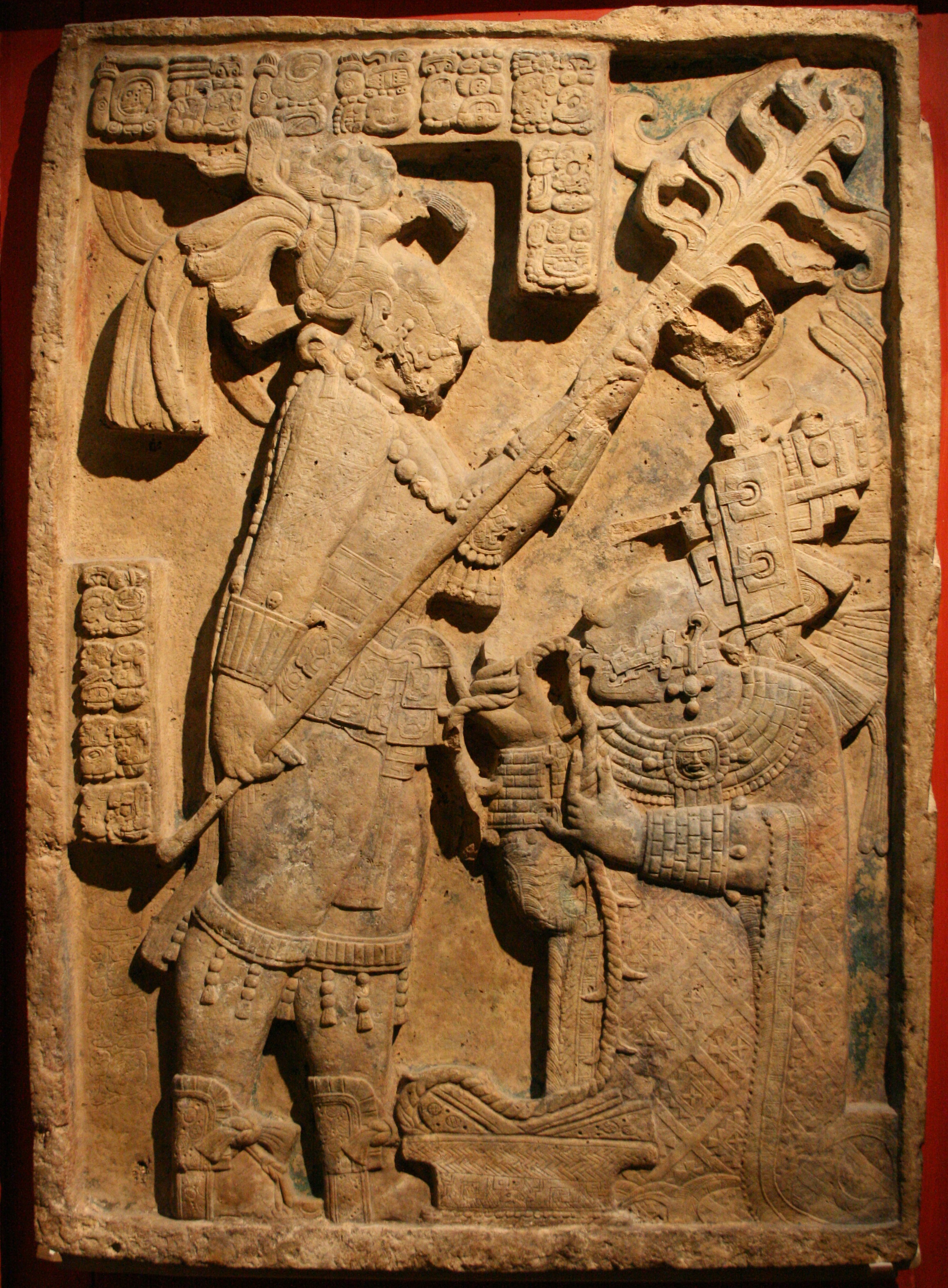
Le linteau 24 de Yaxchilan montre un exemple de pratique rituelle de l'autosacrifice dans la civilisation maya : Dame Xoc y est représentée en train de faire passer à travers sa langue une corde hérissée de lames d'obsidienne afin d'imbiber de son sang du papier dont l'incinération lui servira ensuite à invoquer le Serpent-vision.

Pour les Mayas, le sacrifice sanglant était nécessaire à la survie tant des dieux que des humains, transportant l’énergie humaine vers le monde surnaturel des esprits et des dieux pour recevoir en retour un pouvoir surnaturel ou une faveur.
Le sacrifice le plus couramment attesté est l'autosacrifice par saignée, notamment par automutilation. Certains documents montrent des souverains utilisant un couteau d’obsidienne ou un aiguillon pour s’entailler le pénis, dont il laissait couler le sang sur du papier contenu dans un bol. D'autres montrent que les épouses des rois prenaient aussi part à ce rite, en tirant par exemple une corde hérissée d’épines à travers leur langue. On faisait brûler le papier taché de sang, et la fumée qui s’en élevait établissait une communication directe avec le Monde des dieux.
La coutume voulait que les prisonniers, les esclaves, surtout les enfants et notamment les orphelins et les enfants illégitimes que l’on achetait spécialement pour l’occasion, soient offerts en sacrifice. Avant l’ère des Toltèques, on sacrifiait plutôt les animaux que les humains.[réf. nécessaire]
« À chaque divinité correspond un rite particulier durant lequel les victimes sont promises au rang de « substituts du dieu ». Pour la divinité de la Pluie, particulièrement vénérée, ce sont des enfants que l'on noie, leurs larmes étant de bon augure pour obtenir des pluies abondantes […] d'après les croyances du temps, les dieux sont littéralement « affamés » de nouvelles proies, ce qui explique l'état quasi permanent de guerre qui règne chez les Mayas, comme d'ailleurs chez d'autres peuplades méso-américaines. Les prisonniers vont constituer une sorte de "vivier à sacrifices"».
Tous les sacrifiés ne sont cependant pas contraints. En effet, « les victimes sont promises à une destinée enviable, celle d'accompagner le soleil dans sa course quotidienne, avant de revenir quatre ans plus tard sur terre, sous l'aspect d'un papillon ou d'un colibri. Cette croyance explique que les futurs sacrifiés sont souvent consentants, voire volontaires. La mort n'est pas, en effet, une fin mais au contraire le commencement d'une renaissance ».

#### Géographie sacrée
La grotte était un lieu sacré, surtout lorsqu’en jaillissait une source, symbole de vie et de renaissance. Elle peut être assimilée à un sanctuaire, un lieu de culte, un point de rendez-vous avec les divinités de la terre. Elle peut être un lieu funèbre, étant une matérialisation symbolique du monde de la mort. Des vases funéraires contenant des cendres de défunts ont été découvertes dans des grottes (par exemple dans des cénotes) et parfois même des tombes royales (la plus ancienne datant de 350 av. J.-C. dans une chultun sur le site archéologique d'Holmul). Des pirogues ont dû être utilisées soit pour puiser l’eau des cénotes, soit pour déposer des offrandes rituelles dans ces fosses naturelles, ainsi que le confirme la découverte d’une embarcation trouvée dans une grotte au Yucatán.
Ces sanctuaires rupestres mayas ont commencé à livrer certains de leurs secrets. Des gravures, dans des anfractuosités naturelles, évoquent la vie et la personnalité du défunt. Les offrandes qui y étaient  déposées portent à penser qu’une espérance de vie future animait ces populations.
La montagne était aussi un haut lieu sacré. Les volcans étaient divinisés ou considérés comme la demeure de certains dieux à qui l’on portait des offrandes. À l’apparition de certaines constellations, un feu nouveau était allumé sur un ancien volcan éteint, afin de célébrer la jonction entre deux cycles de 52 ans.
La lune des mayas est un symbole féminin. De nombreux mythes y furent associés. Elle symbolise la femme enceinte dont le ventre, rond, croît et décroît. Une éclipse est un événement fâcheux pour les parturientes. Selon une légende, la Lune ourdit un complot qui obligea le Soleil à l’épouser, mais elle eut une attitude libertine, et l’a trompé avec le roi des vautours.

### Science et technique
Comme les autres civilisations mésoaméricaines, si les Mayas étaient par certains aspects en retard sur l’Europe, ils étaient en revanche très avancés dans d'autres secteurs.
Leur connaissance de l’astronomie notamment surprend encore les scientifiques actuels[réf. nécessaire]. Leurs réalisations architecturales sont également remarquables. Les Mayas avaient créé un type de voûte particulier que l’on peut observer à Uxmal. Leurs édifices exploitent par ailleurs leurs connaissances astronomiques pour créer des effets saisissants à partir de jeux de lumière (cf. Chichén Itzá).
Bien qu’il soit souvent affirmé que les Mayas et les autres peuples mésoaméricains ne connaissaient pas la roue, les découvertes réalisées sur certains sites archéologiques (entre autres à Palenque) montrent le contraire. Néanmoins, les seuls objets dotés de roues qui ont été retrouvés en Mésoamérique sont des jouets et de petits chariots ; les archéologues ont expliqué cette limitation de l'usage de la roue par l'absence d'animaux de trait en Mésoamérique, en particulier pour les transports, ainsi que par le caractère sacré attribué à la roue, comme dans d'autres civilisations (au Tibet, par exemple).
Une des pratiques les plus anciennes fut d'ériger des stèles pour commémorer ou marquer des évènements historiques; auparavant on érigeait des stèles de façon irrégulière; puis on les érigeait selon une certaine périodicité, généralement à la fin de chaque katun, période cyclique de 20 ans. Ces dates ont pu être lues grâce à la clé que nous a donnée Diego de Landa. Les Mayas construisaient leur calendrier à partir de la date légendaire de 3113 av. J.-C., et ils utilisaient des unités de temps plus importantes telles que le baktun, période cyclique comprenant 20 katuns, (c'est-à-dire 400 années mayas, correspondant à 394 de nos années).

#### Mathématiques

Nombres de 0 à 19 écrits en chiffres mayas.

Les Mayas (ou leurs prédécesseurs olmèques) utilisaient un système en base 20 comprenant un sigle zéro (mais dont l'usage et donc le concept étaient différents du nôtre, cf. Numération maya). Les inscriptions montrent qu’ils étaient capables de manier de très grands nombres. Le système mathématique de base 20 (vicésimal), c'est-à-dire à vingt chiffres élémentaires (contrairement à notre système de base 10, décimal), de même que leur méthode de positionnement graphique, leur permettait des calculs à l’infini. Cela leur a permis de mener des recherches astronomiques poussées dont le degré de précision est très impressionnant. Les prêtres et astronomes mayas ont estimé de façon très pointue la durée de l'année solaire, bien que dans la vie courante ils utilisent deux années de 260 jours et 365 jours (cf. Calendrier maya). Par exemple, le calendrier grégorien déterminait l’année solaire à 365,2425 jours ; le calendrier maya, à 365,2420 jours ; et l’astronomie moderne 365,2422 jours. En clair, sept siècles avant les Européens, les Mayas ont été capables de déterminer la durée d’une année solaire avec une précision extrême. Il faudra attendre le XIXe siècle pour que les progrès techniques puissent affiner cette évaluation.
Leurs analyses astronomiques étaient extrêmement précises, leurs études du mouvement de la Lune et des planètes étaient remarquables.

## Redécouverte de la civilisation maya

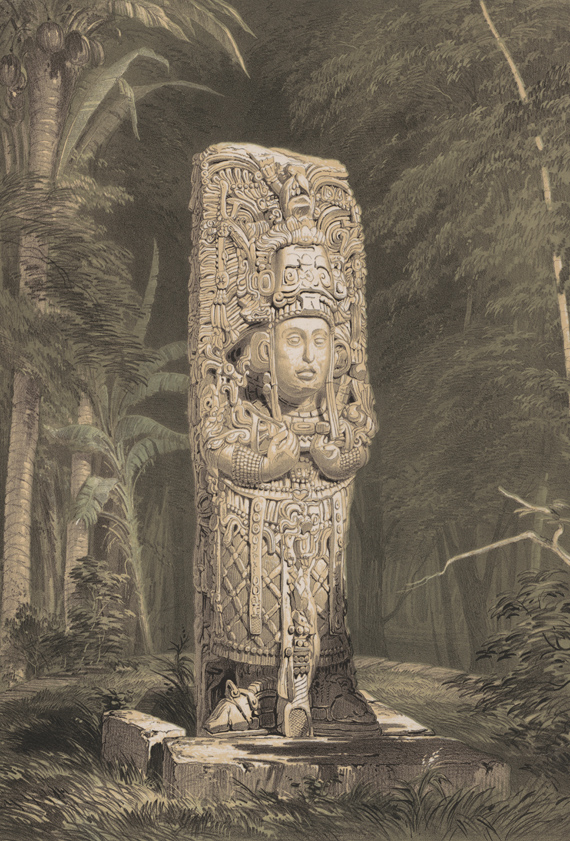
Stèle D de Copán : lithographie d'après un dessin de Frederick Catherwood.

Après leur abandon progressif, bon nombre de cités maya classiques étaient tombées dans l’oubli, enfouies dans la végétation tropicale. Pour atteindre les vestiges des anciennes cités du Petén, il faut marcher dans une jungle touffue. Les rencontres occasionnelles avec des ruines que firent les Espagnols après la Conquête n'eurent aucun écho. Lors d'une tournée d'inspection en 1576, un fonctionnaire espagnol, Diego Garcia de palacio, décrivit les ruines de Copán dans son rapport :

« sur la route après la ville de San Pedro, dans la première localité de la province du Honduras, dénommée Copán, se trouvent des ruines et des vestiges d'une nombreuse population et des monuments impressionnants par leur beauté, construits avec tant de talent, qu'ils ne peuvent nullement être l'œuvre d'hommes frustes, comme le sont les habitants actuels. »

Une fois classé, ce rapport fut complètement oublié jusqu'au XIXe siècle. Il en alla de même pour les récits du Père Avendaño, passant par Tikal ou de Jacobo de Alcayaga pour Yaxchilán. Ce n'est qu'à la fin du XVIIIe siècle, avec la naissance de l'archéologie, que sur la demande du roi d'Espagne, amateur d'antiquités, on organisa une expédition officielle vers le site de Palenque. Dirigée par un militaire, le capitaine Antonio del Río, elle atteignit les ruines en 1787. En 1807, eut lieu une autre mission, dirigée par Guillermo Dupaix. Ces expéditions étaient accompagnées de dessinateurs, dont les illustrations traduisent leur perplexité face à l'iconographie maya, qu'ils jugent à l'aune des civilisations antiques (Égypte, Grèce, Inde) : elles sont simplifiées, arrangées au goût européen, sinon parfois simplement fantaisistes. Elles ont néanmoins le mérite d'exister, certains des monuments reproduits ayant disparu entretemps. Progressivement portés à la connaissance du public au cours des premières décennies du XIXe siècle, les rapports d'Antonio del Río et de Guillermo Dupaix donneront lieu à de multiples spéculations sur l'identité des bâtisseurs de ces monuments.
En 1839 un écrivain et voyageur américain John Lloyd Stephens, après avoir lu ces premiers récits d'expéditions vers des cités en ruine dans la jungle, visita Copán, Palenque, et d'autres sites en compagnie de l’architecte anglais Frederick Catherwood. Les ouvrages à succès de Stephens, accompagnés des dessins de Catherwood, suscitèrent un vif intérêt de par le monde et déclenchèrent la redécouverte de cette civilisation précolombienne majeure. Avec des moyens archaïques, comparables à ceux qu'utilisaient les Maya pour les édifier, les archéologues ouvrirent des chantiers pour dégager les monuments de leur gangue végétale et reconstituer ceux qui étaient trop dégradés. Teobert Maler (1842-1917), architecte ayant une formation d'ingénieur, découvre le pays alors qu'il accompagne en tant que militaire le prince austro-hongrois Maximilien au Mexique ; après la fin de l'aventure et l'exécution de Maximilien en 1867, Maler choisit de rester au Mexique dont il prend la nationalité et où il passe pratiquement le reste de sa vie à découvrir et photographier les ruines maya. Il a laissé un fonds important de photographies, témoins directs de ces vestiges ; une partie de son travail se trouve au musée Peabody d'archéologie et d'ethnologie et à la bibliothèque de l'université Harvard.
De nos jours, une large part de la population rurale du Guatemala, du Yucatán et du Belize descend des Mayas et parle l'une des 28 langues mayas.

## Fiction
- Les Producteurs (2015), roman d'Antoine Bello (1970-)

#### Ouvrages
- Chloé Andrieu, Les Mayas n'ont pas disparu, Allary Éditions, 2025, 240 p. (ISBN 978-2-37073-539-3)
- Claude-François Baudez, Une histoire de la religion des Mayas : du panthéisme au panthéon, Paris, Albin Michel, 2002, 467 p. (ISBN 2-226-12669-4).
- Claude-François Baudez, Les Mayas, Paris, Les Belles Lettres, coll. « Guide belles lettres des civilisations » (no 14), 2004, 270 p. (ISBN 2-251-41024-4).
- Claude-François Baudez et Sydney Picasso, Les Cités perdues des Mayas, Paris, Gallimard, coll. « Découvertes Gallimard / Archéologie » (no 20), 1987, 176 p. (ISBN 2-07-053035-3)
- Gerardo Bustos, Le Yucatan et ses cités archéologiques, Mexico, Monclem Ediciones, 1996, 127 p. (ISBN 968-6434-57-7)
- Pierre Becquelin, « Que savons-nous de l’économie maya préhispanique ? », p. 261-271 et Anne Chapman, « Temple, palais et marché : Teotihuacan des archéologues et Teotihuacan des Aztèques. Réflexions sur le modèle de redistribution de Karl Polanyi », p. 273- 282, dans Pierre Rouillard eds., Autour de Polanyi - vocabulaires, théories et modalités des échanges, De Boccard, Paris, 2005.
- Frédéric Catherwood, Un monde perdu et retrouvé : Les cités Mayas, Paris, Bibliothèque de l'Image,, 1993, 96 p. (ISBN 2-909808-02-5)
- (en) Michael D. Coe, The Maya, Londres, Thames & Hudson, coll. « Ancient peoples and places », 2005, 7e éd. (1re éd. 1966), 272 p. (ISBN 978-0-500-28505-3)
- Jared Diamond, Effondrement Comment les sociétés décident de leur disparition ou de leur survie, Paris, Gallimard, 2006, 648 p. (ISBN 2-07-077672-7)
- (en) Jacqueline de Durand-Forest et Georges Baudot, Mille ans de civilisations mésoaméricaine : des Mayas aux Aztèques, vol. 1. Danse avec les Dieux, Paris, L'Harmattan, 1995, 268 p. (ISBN 2-7384-3066-X)
- Arthur Demarest (trad. de l'anglais), Les Mayas : grandeur et chute d'une civilisation, Paris, Tallandier, 2007, 414 p. (ISBN 978-2-84734-372-4).
- (en) David Drew, The Lost Chronicles of the Maya Kings, Phoenix, 2000, 450 p. (ISBN 0-7538-0989-3).
- (en) Susan Toby Evans, Ancient Mexico and Central America : Archaelogy and Culture History, New York, Thames & Hudson, 2008, 2e éd., 608 p. (ISBN 978-0-500-28714-9).
- John Lee Fox, Les prophéties mayas 2012, Neuilly-sur-Seine, éd. Exclusif, 2009, 215 p. (ISBN 978-2-84891-080-2)
- Paul Gendrop, Les Mayas, Paris, Presses universitaires de France, coll. « Que sais-je? » (no 1734), 2005, 8e éd. (1re éd. 1978), 127 p. (ISBN 2-13-054837-7)
- Luis Gómez Cardenas (photos) et Silvia Gómez Cardenas (texte), Les Mayas : L´État du Yucatan, Cancun, Editora Kukulcan, 2002, 88 p.
- Nikolai Grube (dir.), Les Mayas. Art et civilisation, Cologne, Könemann, 2000, 480 p. (ISBN 3-8290-9330-6).
- Guy Gugliotta, « Les Mayas de la gloire à la ruine », National Geographic France, no 95,‎ août 2007.
- (es) Alfredo López Austin et Leonardo López Luján, El pasado indígena, Fondo de Cultura Económica, El Colegio de México, coll. « Fideicomiso Historia de las Américas / Historia », 1996 (réimpr. 2001), 306 p. (ISBN 978-968-16-6434-3).
- (en) Simon Martin et Nikolai Grube, Chronicle of the Maya Kings and Queens : deciphering the dynasties of the ancient Maya, Londres, Thames & Hudson, 2008, 2e éd. (1re éd. 2000), 240 p. (ISBN 978-0-500-28726-2).
- Sofía Martínez del Campo Lanz, préface de Marc Restellini, Les Masques de jade mayas, catalogue de l'exposition de la Pinacothèque de Paris, 2012, 312 p.  (ISBN 978-235-867022-7).
- (es) Linda Schele et David Freidel, Una selva de reyes. La asombrosa historia de los antiguos mayas, Fondo de Cultura Económica, 1999 (1re éd. 1990), 598 p. (ISBN 968-16-5385-8).
- (en) Robert J. Sharer et Loa P. Traxler, The Ancient Maya, Stanford, CA, Stanford University Press, 2006, 6e éd., 931 p. (ISBN 978-0-8047-4816-2, lire en ligne).
- Éric Taladoire (photogr. Jean-Pierre Courau), Les Mayas, Paris, Editions du Chêne, 2003, 247 p. (ISBN 978-2-84277-455-4)
- Éric Taladoire, L'aventure Maya, découvertes du XVIe au XXIe siècle, Paris, Editions du Cerf, 2020, 336 p.
- (en) Eric S. Thompson, Rise and Fall of Maya Civilization, University of Oklahoma Press, 1973, 334 p.
- Susana Vogel, Les Mayas : Histoire, art et archéologie, Mexico, Monclem Ediciones, 1995, 47 p. (ISBN 968-6434-40-2)

#### Filmographie
- Le mystère des Mayas, IMAX, 1995.
- Les Royaumes perdus des Mayas, National Geographic, 2003.
- L'aube des Mayas (version française de Dawn of the Maya), National Geographic, 2004.
- Apocalypto, de Mel Gibson, 2006.

#### Bases de données et dictionnaires
- Ressource relative aux beaux-arts :   - Art Institute of Chicago
- Ressource relative à l'audiovisuel :   - France 24
- Notices dans des dictionnaires ou encyclopédies généralistes :   - Dizionario di Storia
  - Store norske leksikon
- Notices d'autorité :   - GND
  - Japon